# 戸松遥
戸松 遥（とまつ はるか、1990年2月4日 - ）は、日本の声優、女優、歌手。愛知県一宮市出身。ミュージックレイン所属。
代表作に『あの日見た花の名前を僕達はまだ知らない。』（安城鳴子）、『ソードアート・オンライン』（アスナ / 結城明日奈）、『ハピネスチャージプリキュア!』（氷川いおな / キュアフォーチュン）、『妖怪ウォッチ』（ケータ / 天野景太）、『かんなぎ』（ナギ）がある。

## 経歴
2005年から2006年にかけて開催された「ミュージックレイン スーパー声優オーディション」に合格 し、声優としての活動を始めた。翌年1月に開催された東宝芸能の「シンデレラ」オーディションでは、3万7443人の中から最終選考（15名）まで進出。
2007年『がくえんゆーとぴあ まなびストレート!』のスイーツ生徒役でアニメデビュー。同年4月に放送された『神曲奏界ポリフォニカ』のヒロイン・コーティカルテ役に抜擢された。
2008年に高校卒業と共に上京。1人暮らしを始め、帝京大学文学部へ通いながら活動を続ける。同年4月に放送された『絶対可憐チルドレン』の三宮紫穂役、『To LOVEる -とらぶる-』のララ・サタリン・デビルーク役で知名度が上昇。同年9月3日、自身も新田美恵子役で出演したテレビドラマ『ここはグリーン・ウッド 〜青春男子寮日誌〜』のエンディングテーマ「naissance」で単独名義での歌手デビューを果たす（所属レーベルはミュージックレイン）。同年10月に放送された『かんなぎ』のナギ役で初主演。
2009年2月15日に開催された「ミュージックレインgirls 春のチョコまつり」において、同じ事務所に所属している寿美菜子・高垣彩陽・豊崎愛生とともに声優ユニット「スフィア」の結成を発表。以降、ユニットとしての音楽活動も行っている（所属レーベルはGloryHeaven）。同年3月7日、第3回声優アワード新人女優賞を受賞。同年10月9日に自身初の写真集『HARUKAs（ハルカ）』を発売。
2010年2月24日に自身初のアルバム『Rainbow Road』を発売。この年から『トリハダ（秘）スクープ映像100科ジテン』をはじめ、散発的にナレーションの仕事をするようになってきている。
2011年7月17日から、初の単独ライブツアー『オレンジ☆ロード』が、神戸・名古屋・横浜の3か所で開催された。
2013年3月1日、第7回声優アワード助演女優賞を受賞。
2015年10月1日より、戸松遥のLINE公式アカウントがスタートした。
2019年1月11日、自身のブログにて一般男性との結婚を発表。
同年3月1日、『Q&A リサイタル!』が平成アニソン大賞声優ソング賞（2010年 - 2019年）に選出された。
2021年2月10日、第一子となる女児の誕生を報告した。
2025年2月4日、第二子妊娠を報告した。5月21日、第二子出産を報告した。

## 人物
愛称は「とまっちゃん」、「はるちゃん」、「ハルカス」などがある。なお、2011年夏ごろより大阪府大阪市阿倍野区の超高層ビルである『あべのハルカス』と連動させたフレーズやギャグを自身のブログやスフィアのライブMCなどで多用するようになる。なお、あべのハルカスには『戸松遥のココロ☆ハルカス』の取材の一環で来訪し、グランドオープン前の展望台に上がっており、この模様は同番組の『RADIO FANDISK 2』に収録されている。
いつも元気で明るくお調子者。スフィアのムードメーカーである。一旦こうと決めたら真っすぐ突き進むタイプで、自分には妥協を許さないが、その反面、適当なところがあり、おしゃれや流行にはあまり興味がなく、不器用である。
趣味、特技は料理、洋服をたたむこと、ベース、体を鍛えること、セリフを覚えること、くちびるがやわらかいこと、数独。好きなアーティストは阿部真央とサザンオールスターズ。「マジか！」「さっぱりピーマン」が口癖。
サメに関する知識も豊富でサメが出演する映画を愛好しており、「日本サメ映画学会」の会員にもなっている。
ゲームは『ポケットモンスター』と『レイトン教授』シリーズが好きだという。
中学、高校の同級生に女優・モデルのはねゆりがいる。
自身が17歳くらいのころ出演したアニメ『To LOVEる -とらぶる-』原作の作画担当の漫画家矢吹健太朗とは同じ誕生日で、お互いに毎年誕生日LINEを送り合っているほどの仲である。

### 声優
声優を志したきっかけは、中学3年生のころに芝居に興味を持ったこと、スタジオジブリの作品に出演したいと思ったことによるとのこと。そうした気持ちを漠然と抱いていたところ、友人に奨められてオーディションを受けることになったとのこと。色々と考えず、感じたままに演技をしているという。
花澤香菜とは『To LOVEる -とらぶる-』『狂乱家族日記』から共演する機会が多く、プライベートでも仲がよい。尊敬する人物として、同郷の女優や声優として活動している戸田恵子を挙げている。

### 歌手
前述の声優ユニット「スフィア」としての歌手活動の他、個人名義としても歌手活動を行っている。自身もナギ役で出演した『かんなぎ』では、オープニングテーマ・エンディングテーマの両方を担当し、オープニングテーマとなった2ndシングル『motto☆派手にね!』は週間オリコンチャート10位にランクインした。2013年1月16日発売の2ndアルバム『Sunny Side Story』で自身初のオリコンウィークリーのTOP5入りを果たす。また売上げ枚数も1.4万枚で、これまでの記録を更新した。さらに14thシングル『courage』は初動2.4万を売り上げオリコンチャート4位を獲得。初動売上・順位共に自身最高記録を更新した。
楽曲によって声質が変わる傾向にあると語っている。

## 出演
太字はメインキャラクター。

### テレビアニメ
2007年
- がくえんゆーとぴあ まなびストレート!（スイーツ生徒、生徒）
- キスダム -ENGAGE planet-（まゆら）
- 神曲奏界ポリフォニカ（2007年 - 2009年、コーティカルテ・アパ・ラグランジェス） - 2シリーズ
- ぼくらの（フタバ / 矢村双葉）
- レ・ミゼラブル 少女コゼット（オドレイ）
- スカイガールズ（蒔原弥生）
- もえたん（黒威すみ、ナレーション）

2008年
- To LOVEる -とらぶる-（2008年 - 2015年、ララ・サタリン・デビルーク） - 4シリーズ
- 絶対可憐チルドレン（三宮紫穂）
- 狂乱家族日記（姫宮千子 / 乱崎千花）
- 鉄腕バーディー DECODE（神祇官の宇宙船）
- 夜桜四重奏 〜ヨザクラカルテット〜（2008年 - 2013年、岸桃華） - 2シリーズ
- かんなぎ（ナギ）
- ケメコデラックス!（エムエム）
- 機動戦士ガンダム00（ミレイナ・ヴァスティ）
- 魍魎の匣（柚木加菜子）
- のだめカンタービレ 巴里編（ごろ太）

2009年
- 明日のよいち!（斑鳩あやめ）
- 地獄少女 三鼎（柏木秀美）
- WHITE ALBUM（観月マナ）
- マリア様がみてる 4thシーズン（高知日出実）
- アスラクライン（水無神操緒）
- クロスゲーム（月島青葉）
- バスカッシュ!（ルージュ）
- よくわかる現代魔法（一ノ瀬・弓子・クリスティーナ）
- CANAAN（ユンユン）
- 宙のまにまに（蒔田姫）
- GA 芸術科アートデザインクラス（山口如月〈キサラギ〉）
- 戦う司書 The Book of Bantorra（ノロティ＝マルチェ）
- とある科学の超電磁砲（2009年 - 2020年、湾内絹保） - 3シリーズ
- にゃんこい!（桐島朱莉、桐島琴音）
- 生徒会の一存（宮代奏）

2010年
- デュラララ!!（2010年 - 2015年、神近莉緒） - 3シリーズ
- れでぃ×ばと!（ヘディエ）
- ソ・ラ・ノ・ヲ・ト（マリア）
- イナズマイレブン（2010年 - 2014年、久遠冬花、アイエル、桃山我聞、西園信助、瞬木瞬 他） - 4シリーズ
- いちばんうしろの大魔王（照屋栄子）
- 刀語（否定姫）
- みつどもえ（2010年 - 2011年、丸井ひとは） - 2シリーズ
- 屍鬼（清水恵）
- あそびにいくヨ!（金武城真奈美）
- STAR DRIVER 輝きのタクト（気多の巫女 / サカナちゃん）
- おとめ妖怪 ざくろ（百緑）
- それでも町は廻っている（西先生）

2011年
- べるぜバブ（花澤由加、アンジェリカ）
- 47都道府犬（愛知犬）
- C（真朱）
- あの日見た花の名前を僕達はまだ知らない。（安城鳴子〈あなる〉）
- 花咲くいろは（和倉結名）
- そふてにっ（平岸やよい〈うづき〉）
- 森田さんは無口。（村越美樹）
- 猫神やおよろず（繭）
- THE IDOLM@STER（日高愛）
- WORKING!! シリーズ（2011年 - 2015年、真柴美月） - 2シリーズ
- SKET DANCE（加納ありさ）

2012年
- あの夏で待ってる（貴月イチカ）
- モーレツ宇宙海賊（グリューエル・セレニティ）
- 夏色キセキ（花木優香）
- アクセル・ワールド（メグミ〈若宮恵〉）
- クイーンズブレイド リベリオン（ターニャン）
- ソードアート・オンライン（2012年 - 2020年、アスナ / 結城明日奈） - 5シリーズ + 特別編
- 貧乏神が!（龍胆嵐丸）
- ココロコネクト（西野菜々）
- となりの怪物くん（水谷雫）
- マギ（2012年 - 2014年、モルジアナ） - 2シリーズ

2013年
- まおゆう魔王勇者（メイド姉〈農奴姉〉）
- THE UNLIMITED 兵部京介（三宮紫穂）
- 百花繚乱 サムライブライド（荒木又右衛門）
- プリティーリズム・レインボーライブ（蓮城寺べる）
- 革命機ヴァルヴレイヴ（流木野サキ） - 2シリーズ
- 青伝遊承 Numer0nSaga（ルナ）
- 神のみぞ知るセカイ 女神篇（リューネ）
- にゅるにゅる!!KAKUSENくん（ニュナ、うさぎカクセン）
- COPPELION（成瀬荊）
- 世界でいちばん強くなりたい!（風間璃緒）
- サムライフラメンコ（2013年 - 2014年、真野まり）
- 勇者になれなかった俺はしぶしぶ就職を決意しました。（戸松遥）
- ポケットモンスター XY（ジェシカ）

2014年
- 妖怪ウォッチ（2014年 - 2023年、ケータ〈天野景太〉、圭之介、石ノ森ユウカ、フウ2） - 3シリーズ
- 桜Trick（高山春香）
- Wake Up, Girls!（2014年 - 2017年、カリーナ） - 2シリーズ
- ハピネスチャージプリキュア!（2014年 - 2015年、氷川いおな / キュアフォーチュン、記者）
- 鬼灯の冷徹（獄卒）
- 魔法科高校の劣等生（壬生紗耶香）
- テラフォーマーズ（2014年 - 2016年、源百合子） - 2シリーズ
- 魔弾の王と戦姫（エレオノーラ＝ヴィルターリア）
- ガールフレンド（仮）（笹原野々花）

2015年
- アブソリュート・デュオ（永倉伊万里）
- 東京喰種トーキョーグール√A（安久奈白）
- ダンジョンに出会いを求めるのは間違っているだろうか（2015年 - 2024年、エイナ・チュール） - 6シリーズ
- パンチライン（秩父ラブラ）
- ミカグラ学園組曲（にゃみりん）
- やはり俺の青春ラブコメはまちがっている。（2015年 - 2020年、折本かおり） - 2シリーズ
- 銀魂゜（坂田銀子）
- GATE 自衛隊 彼の地にて、斯く戦えり（2015年 - 2016年、ピニャ・コ・ラーダ） - 2シリーズ
- どうしても干支にはいりたい（2015年 - 2020年、トリ） - 2シリーズ

2016年
- 灰と幻想のグリムガル（ムツミ）
- 機動戦士ガンダムUC RE:0096（ミコット・バーチ）
- ReLIFE（狩生玲奈）
- タイムトラベル少女〜マリ・ワカと8人の科学者たち〜（早瀬晶）
- 甘々と稲妻（小鹿しのぶ）
- WWW.WORKING!!（宮越華）
- 装神少女まとい（クラルス・トニトルス）
- CHEATING CRAFT（ラノベヒロイン）
- 斉木楠雄のΨ難（2016年 - 2018年、斉木楠子） - 2シリーズ

2017年
- クズの本懐（絵鳩早苗）
- 幼女戦記（メアリー）
- ソード・オラトリア ダンジョンに出会いを求めるのは間違っているだろうか外伝（エイナ・チュール）
- 名探偵コナン（2017年 - 2023年、矢萩恵美、阿部理恵、夢川彩子）
- 徒然チルドレン（古屋ほたる）
- つうかあ（永井みさき）
- プリプリちぃちゃん!!（カッパ）
- いつだって僕らの恋は10センチだった。（榎本夏樹）

2018年
- ダーリン・イン・ザ・フランキス（ゼロツー）
- ヴァイオレット・エヴァーガーデン（アイリス・カナリー）
- りゅうおうのおしごと!（祭神雷）
- イナズマイレブン アレスの天秤（2018年 - 2019年、服部半太、宮野茜、ユウ） - 2シリーズ
- PERSONA5 the Animation（2018年 - 2019年、奥村春） - 1シリーズ + 特別編前後編 
- 妖怪ウォッチ シャドウサイド（2018年 - 2019年、ケースケ〈天野ケースケ〉）
- されど罪人は竜と踊る（クエロ）
- ルパン三世 PART5（イネス・カザール）
- 天狼 Sirius the Jaeger（ユーリィ〈幼少期〉）
- ポケットモンスター サン&ムーン（2018年 - 2019年、マツリカ）
- レイトン ミステリー探偵社 〜カトリーのナゾトキファイル〜（アリー・ゴスペック）
- ゴブリンスレイヤー（2018年 - 2023年、剣聖） - 2シリーズ
- ゾイドワイルド（トマト）

2019年
- 上野さんは不器用（北長）
- ポプテピピック TVスペシャル 朱雀ver.（ピピ美〈第13話Aパート〉）
- 八十亀ちゃんかんさつにっき（2019年 - 2022年、八十亀最中） - 4シリーズ
- フルーツバスケット（2019年 - 2020年、アリタミス・ドンパニーナ・タイオス） - 2シリーズ
- 女子高生の無駄づかい（菊池茜）
- 荒ぶる季節の乙女どもよ。（十条園絵）
- 魔王様、リトライ!（キラー・クイーン）
- ダンベル何キロ持てる?（愛菜るみか）
- 俺を好きなのはお前だけかよ（パンジー〈三色院菫子〉）
- どるふろ（2019年 - 2020年、M4A1、リー・エンフィールド） - 2シリーズ
- カードファイト!! ヴァンガード（2019年 - 2020年、ケータ、美島ユキ）

2020年
- 妖怪学園Y 〜Nとの遭遇〜（2020年 - 2021年、姫川フブキ、友道ケン）
- 歌舞伎町シャーロック（ジョン・H・ワトソン〈幼少期〉）
- ハクション大魔王2020（賢麻里マリオ）
- アルテ（ダフネ）

2021年
- ホリミヤ（2021年 - 2023年、堀京子） - 2シリーズ
- IDOLY PRIDE（神崎莉央）
- Re:ゼロから始める異世界生活（フォルトナ）
- たとえばラストダンジョン前の村の少年が序盤の街で暮らすような物語（メナ）
- 魔法科高校の優等生（壬生紗耶香）
- ピーチボーイリバーサイド（ウィニー）
- もっと!まじめにふまじめ かいけつゾロリ（クロウ）

2022年
- ドールズフロントライン（M4A1、WA2000）
- 賢者の弟子を名乗る賢者（アルフィナ、エレツィナ、フローディナ、シャルウィナ、エリヴィナ、セレスティナ、クリスティナ）
- SHAMAN KING（天野輝子）
- 異世界おじさん（2022年 - 2023年、エルフ）
- カードファイト!! ヴァンガード will+Dress（2022年 - 2023年、額田ユリナ） - 2シリーズ
- よふかしのうた（2022年 - 2025年、桔梗セリ） - 2シリーズ
- ポプテピピック TVアニメーション作品第二シリーズ（カンチー、ハト師匠、ポセイドン〈第11話Aパート〉）

2023年
- あやかしトライアングル（鳥羽弥生）
- 君は放課後インソムニア（白丸結）
- 悲劇の元凶となる最強外道ラスボス女王は民の為に尽くします。（ティアラ・ロイヤル・アイビー）
- 白聖女と黒牧師（メル）
- 僕らの雨いろプロトコル（坂上佳子）

2024年
- アンデッドアンラック（ジョシュ）
- 響け!ユーフォニアム3（黒江真由）
- 転生貴族、鑑定スキルで成り上がる（ファム） - 2シリーズ
- グレンダイザーU（テロンナ・アクア・ベガ、ルビーナ・ベリル・ベガ）
- 異世界ゆるり紀行 〜子育てしながら冒険者します〜（シルフィリール）
- デリコズ・ナーサリー（ケイト・ロルカ）
- ネガポジアングラー（アイス）
- 精霊幻想記2（皇沙月）
- るろうに剣心 -明治剣客浪漫譚- 京都動乱（2024年 - 2025年、駒形由美）

2025年
- 没落予定の貴族だけど、暇だったから魔法を極めてみた（アスナ）
- 戦隊レッド 異世界で冒険者になる（キョゼツンドラ）
- わたしの幸せな結婚（陣之内薫子）

### 劇場アニメ
2010年
- 劇場版 機動戦士ガンダム00 -A wakening of the Trailblazer-（ミレイナ・ヴァスティ）

2011年
- UN-GO episode:0 因果論（倉田由子）
- 劇場版イナズマイレブンGO 究極の絆 グリフォン（西園信助）
- 劇場版ポケットモンスター ベストウイッシュ ビクティニと黒き英雄 ゼクロム・白き英雄 レシラム（チラーミィ）

2012年
- 劇場版イナズマイレブンGO vs ダンボール戦機W（西園信助）
- ねらわれた学園（山際ゆりこ）
- 放課後ミッドナイターズ（マコ）

2013年
- 劇場版 あの日見た花の名前を僕達はまだ知らない。（安城鳴子〈あなる〉）
- スタードライバー THE MOVIE（気多の巫女）
- 劇場版 とある魔術の禁書目録 -エンデュミオンの奇蹟-（湾内絹保）
- 劇場版 花咲くいろは HOME SWEET HOME（和倉結名）

2014年
- Wake Up, Girls! 七人のアイドル（カリーナ）
- サンタ・カンパニー（ミント・ロンド）
- 映画 ハピネスチャージプリキュア! 人形の国のバレリーナ（氷川いおな / キュアフォーチュン）
- 劇場版 プリティーリズム・オールスターセレクション プリズムショー☆ベストテン（蓮城寺べる）
- モーレツ宇宙海賊 ABYSS OF HYPERSPACE -亜空の深淵-（グリューエル・セレニティ）
- 映画 妖怪ウォッチ 誕生の秘密だニャン!（天野景太〈ケータ〉）

2015年
- 映画 プリキュアオールスターズ 春のカーニバル♪（氷川いおな / キュアフォーチュン）
- 映画 妖怪ウォッチ エンマ大王と5つの物語だニャン!（天野ケータ / フウ2）

2016年
- アクセル・ワールド INFINITE∞BURST（メグミ〈若宮恵〉）
- 告白実行委員会〜恋愛シリーズ〜（榎本夏樹） - 2作品
- 映画 プリキュアオールスターズ みんなで歌う♪奇跡の魔法!（氷川いおな / キュアフォーチュン）
- 映画 妖怪ウォッチ 空飛ぶクジラとダブル世界の大冒険だニャン!（天野ケータ）
- ゼーガペインADP（コハクラ・ナツミ）

2017年
- 劇場版 ソードアート・オンライン（2017年 - 2022年、アスナ / 結城明日奈） - 3作品
- KING OF PRISM -PRIDE the HERO-（蓮城寺べる）
- 魔法少女リリカルなのは Reflection / Detonation（2017年 - 2018年、アミティエ・フローリアン） - 2部作
- 映画 妖怪ウォッチ シャドウサイド 鬼王の復活（カオデカ鬼〈弟〉）

2018年
- 劇場版 プリパラ&キラッとプリ☆チャン 〜きらきらメモリアルライブ〜（蓮城寺べる）
- 劇場版 七つの大罪 天空の囚われ人（エルラッテ）
- 映画 HUGっと!プリキュア♡ふたりはプリキュア オールスターズメモリーズ（氷川いおな / キュアフォーチュン）

2019年
- 猫企画（猫井タクミ）
- 劇場版 幼女戦記（メアリー・スー）
- 劇場版 ダンジョンに出会いを求めるのは間違っているだろうか -オリオンの矢-（エイナ・チュール）
- ヴァイオレット・エヴァーガーデン 外伝 - 永遠と自動手記人形 -（アイリス・カナリー）
- 映画 妖怪学園Y 猫はHEROになれるか（姫川フブキ）
- BLACKFOX（ミア）

2020年
- KING OF PRISM ALL STARS -プリズムショー☆ベストテン-（シュワルツ親衛隊）
- 劇場版 ヴァイオレット・エヴァーガーデン（アイリス・カナリー）

2021年
- 映画 妖怪ウォッチ♪ ケータとオレっちの出会い編だニャン♪ワ、ワタクシも〜♪♪（天野ケータ）

2022年
- 劇場版 からかい上手の高木さん（太田）
- ぼくらのよあけ（岸わこ）

2023年
- 妖怪ウォッチ♪ ジバニャンvsコマさん もんげー大決戦だニャン（天野ケータ）

2024年
- 機動戦士ガンダムSEED FREEDOM（アビー・ウィンザー）
- 劇場版すとぷり はじまりの物語〜Strawberry School Festival!!!〜（海の家の夫婦・妻）
- クレヨンしんちゃん オラたちの恐竜日記（アンジェラ）
- ゼーガペインSTA（コハクラ・ナツミ）
- 劇場版 オーバーロード 聖王国編（ケラルト・カストディオ、頭冠の悪魔）
- 劇場版 イナズマイレブン 新たなる英雄たちの序章（有海崎玲亜）

### OVA
2007年
- 苺ましまろ Original Video Animation（女子生徒）
- テイルズ オブ シンフォニア THE ANIMATION シルヴァラント編（女の子）

2008年
- シャイナ・ダルク 〜黒き月の王と蒼碧の月の姫君〜（ガレット・フェイ・ソワージュ）
- ピューと吹く!ジャガー リターン・オブ・約1年ぶり（サヤカ）

2009年
- きグルみっく☆V3 -ベストエピソードコレクション-（江戸前あづき）
- To LOVEる -とらぶる- OVA（2009年 - 2010年、ララ・サタリン・デビルーク） - コミックス第13巻 - 第18巻限定版に付属

2010年
- エア・ギア 黒の羽と眠りの森 -Break on the sky-（野山野林檎）
- 機動戦士ガンダムUC（ミコット・バーチ）
- 剣と魔法と学園モノ。2（ジェラート）
- GA 芸術科アートデザインクラス OVA（山口如月〈キサラギ〉）
- 絶対可憐チルドレン 〜愛多憎生!奪われた未来?〜（三宮紫穂）
- とある科学の超電磁砲 OVA（湾内絹保）
- 夜桜四重奏 〜ホシノウミ〜（岸桃華）

2011年
- あそびにいくヨ!おーぶいえーであそびきにました!!OVAすぺしゃる（金武城真奈美）
- カーニバル・ファンタズム（セブン）
- ベイビー・プリンセス 3Dぱらだいす0（ラブ）（ヒカル）
- 森田さんは無口（村越美樹）

2012年
- 猫神やおよろず（繭）
- To LOVEる -とらぶる- ダークネス（2012年 - 2016年、ララ・サタリン・デビルーク） - コミックス第5・6・8・9・12・13・15 - 17巻限定版に付属

2013年
- となりの怪物くん（おシズ）※コミックス第12巻DVD付き特装版
- 夜桜四重奏 〜ヨザクラカルテット〜「ミナカナ箱根編」（2013年 - 2014年、岸桃華） - コミックス第14 - 16巻OAD付き限定版

2014年
- OVA あの夏で待ってる 特別編 (貴月イチカ)

2016年
- ゼーガペインADP（コハクラ・ナツミ）
- OVA ダンジョンに出会いを求めるのは間違っているだろうか（エイナ・チュール）
- 秘封活動記録-月-（綿月豊姫）

2018年
- ReLIFE"完結編"（狩生玲奈）

2020年
- 俺を好きなのはお前だけかよ〜俺たちのゲームセット〜（パンジー〈三色院菫子〉）

2021年
- ダンジョンに出会いを求めるのは間違っているだろうかIII（エイナ・チュール）

### Webアニメ
2000年代
- ペンギン娘♥はぁと（2008年、イルカ様）

2010年代
- WORKING!!（2011年、宮越華）
- こいけん! 〜私たちアニメになっちゃった!〜（2012年、若宮かえで）
- モンスターストライク（2017年、アルビダ）
- ファイトリーグ ギア・ガジェット・ジェネレーターズ（2019年、ピアース）
- みるタイツ（2019年、藍川レン）
- 魔王様、“プチ”リトライ！（2019年、キラー・クイーン）

2020年代
- ベイブレードバースト スパーキング（2020年 - 2021年、朝日ヒカル）
- どるふろ -癒し篇2-（2021年、M4A1、N4、モンスターM4）
- おでかけ子ザメ（2024年、ナレーション 他）
- Fate/Grand Order 藤丸立香はわからない Season2（2024年、源頼光）

### ゲーム
2004年
- リネージュII（ラヴィアンローズ）

2005年
- トリックスター（ルカン）

2006年
- グラナド・エスパダ（アスカ）

2007年
- コンチェルトゲート フォルテ（言霊【戸】）

2008年
- 絶対可憐チルドレンDS 第4のチルドレン（三宮紫穂）
- To LOVEる -とらぶる- ワクワク！林間学校編 / ドキドキ！臨海学校（ララ・サタリン・デビルーク）  - 2作品
- 牧場物語 ようこそ!風のバザールへ（エンジュ、シギュン）
- もえたんDS（黒威すみ）
- 桃色大戦ぱいろん（ソフィア・バードランド、青木野菜）

2009年
- アークライズファンタジア（セシル・ガルシア）
- THE IDOLM@STER Dearly Stars（日高愛）
- ケメコデラックス!DS 〜ヨメとメカと男と女〜（エムエム）
- セキレイ 〜未来からのおくりもの〜（来瀬、赤ちゃん）
- タワー オブ アイオン
- 電撃学園RPG Cross of Venus（水無神操緒）
- 闘真伝（ウィノ・マクガバン）
- NUGA-CEL!（ピヨ）
- バトルスピリッツ 輝石の覇者（レンゲ）
- ファンタシースターポータブル2（チェルシー）
- ルーンファクトリー3（イオン）

2010年
- イナズマイレブン3 世界への挑戦!!（久遠冬花）
- 機動戦士ガンダム エクストリームバーサス（2010年 - 2016年、ミレイナ・ヴァスティ、ミコット・バーチ） - 3作品
- ケロロRPG 騎士と武者と伝説の海賊（ミミクリ）
- 剣と魔法と学園モノ。2G（ジェラード）
- 剣と魔法と学園モノ。3（ロクロ）※PS3版のみ
- こいけん!（若宮かえで）
- コープスパーティー ブラッドカバー リピーティッドフィアー（山本美月）
- サモンナイトグランテーゼ 滅びの剣と約束の騎士（ココ・メルメール）
- GA 芸術科アートデザインクラス Slapstick WONDER LAND（山口如月〈キサラギ〉）
- スカッとゴルフ パンヤ（クー）
- 戦場のヴァルキュリア2 ガリア王立士官学校（エイリアス）
- ソ・ラ・ノ・ヲ・ト 乙女ノ五重奏（マリア）
- 東京鬼祓師 鴉乃杜學園奇譚（武藤いちる）
- ドラゴンネスト（チャッティー）
- ブレイズ・ユニオン（セリカ）
- WHITE ALBUM -綴られる冬の想い出-（観月マナ）
- マリッジロワイヤル プリズムストーリー（美久）
- もっとNUGA-CEL!（ピヨ）
- 紅魔城伝説II 妖幻の鎮魂歌（アリス・マーガトロイド、小野塚小町）

2011年
- THE IDOLM@STER 2（日高愛） - PS3版・DLCによる追加キャラクター
- イナズマイレブンGO（2011年 - 2013年、西園信助、円堂冬花、ニケ、瞬木瞬） - 3作品
- イナズマイレブン ストライカーズ（2011年 - 2012年、久遠冬花、西園信助、ウィンディ・ファスタ） - 3作品
- ヴァイスシュヴァルツ ポータブル（日高愛）
- SDガンダム GGENERATION（2011年 - 2019年、ミコット・バーチ、ミレイナ・ヴァスティ、マイキャラクターボイス女性〈OVER WORLD・GENESIS〉） - 3作品
- コープスパーティー Book of Shadows（山本美月）
- STAR DRIVER 輝きのタクト 銀河美少年伝説（気多の巫女）
- 戦場のヴァルキュリア3（エイリアス）
- 戦律のストラタス（ジリア・ベシカレフ）
- とある科学の超電磁砲（湾内絹保）
- ドリームプロデューサー（しおり）
- ファンタシースターポータブル2 インフィニティ（チェルシー）
- 武装神姫 BATTLE RONDO（天使コマンド型MMS ウェルクストラ）
- メビウスオンライン（女性：クール〈1〉、少女：クール〈2〉）
- 魔法少女リリカルなのはA's PORTABLE -THE GEARS OF DESTINY-（アミティエ・フローリアン、リリィ・シュトロゼック）

2012年
- アイドルマスター グラビアフォーユー! Vol.7（日高愛）
- あの日見た花の名前を僕達はまだ知らない。（安城鳴子〈あなる〉）
- ガールフレンド（仮）（笹原野々花）
- ケイオスリングスII（マリー）
- コープスパーティー -THE ANTHOLOGY- サチコの恋愛遊戯♥Hysteric Birthday 2U（山本美月）
- 第2次スーパーロボット大戦Z 再世篇（ミレイナ・ヴァスティ）
- 嫁コレ（貴月イチカ、安城鳴子〈あなる〉、ナギ、アスナ / 結城明日奈、グリューエル・セレニティ）
- ラビリンスの彼方（少女）

2013年
- 獣電戦隊キョウリュウジャーゲームでガブリンチョ!!（喜びの戦騎キャンデリラ）
- 神撃のバハムート（フィーナ、アイラ、ネコマタ、セクシーヴァンパイア）
- スーパーロボット大戦UX（ミレイナ・ヴァスティ）
- ソードアート・オンライン -インフィニティ・モーメント-（アスナ / 結城明日奈）
- ダンボール戦機ウォーズ（天野ケータ）
- デジモンワールド リ:デジタイズ デコード（四ノ宮リナ）
- ファイナルファンタジー アギト（ミュウ・カゲロヒ）
- マギ はじまりの迷宮（モルジアナ）
- プリティーリズム（べる）
- 妖怪ウォッチ（ケータ〈天野景太〉）

2014年
- THE IDOLM@STER SHINY TV（日高愛） - DLCによる追加キャラクター
- アイドルマスター ワンフォーオール（日高愛） - DLCによる追加キャラクター
- あんさんぶるガールズ!（時国そら）
- 乖離性ミリオンアーサー（オイフェ）
- グランブルーファンタジー（2014年 - 2024年、フィーナ、エリカ）
- グリモア〜私立グリモワール魔法学園〜（円野真理佳）
- コープスパーティー BLOOD DRIVE（山本美月）
- ジェイスターズ ビクトリーバーサス（ララ・サタリン・デビルーク）
- 神話帝国ソウルサークル
- 零 濡鴉ノ巫女（百々瀬春河）
- ソードアート・オンライン -ホロウ・フラグメント-（アスナ / 結城明日奈）
- 第3次スーパーロボット大戦Z 時獄篇（ミレイナ・ヴァスティ）
- 電撃文庫 FIGHTING CLIMAX / IGNITION（2014年 - 2015年、アスナ） - 2作品
- To LOVEる-とらぶる- ダークネス -Idol Revolution-（ララ・サタリン・デビルーク）
- To LOVEる -とらぶる- ダークネス バトルエクスタシー（ララ・サタリン・デビルーク）
- ハピネスチャージプリキュア! かわルン☆コレクション（氷川いおな / キュアフォーチュン）
- ハンターヒーロー -HUNTER HERO-（マレンダ）
- BLADE RUSH（ランサー）
- マギ 新たなる世界（モルジアナ）
- マギ Dungeon & Magic（モルジアナ）
- 魔法少女ピクシープリンセス（鳳つばさ / ピクシーガーベラ）
- モット! ソニコミ（美少女Q）
- 妖怪ウォッチ2 元祖/本家/真打（ケータ〈天野景太〉）

2015年
- ガールフレンド（仮） きみと過ごす夏休み（笹原野々花）
- 九十九姫（朝霧）
- 新次元ゲイム ネプテューヌVII（シーシャ）
- スーパーロボット大戦BX（ミレイナ・ヴァスティ）
- スクールガールストライカーズ（神無木栞）
- 戦国修羅SOUL（帰蝶）
- ソードアート・オンライン -ロスト・ソング-（アスナ / 結城明日奈）
- 第3次スーパーロボット大戦Z 天獄篇（ミレイナ・ヴァスティ）
- デジモンストーリー サイバースルゥース（四ノ宮リナ）
- デュラララ!! Relay（神近莉緒）
- To LOVEる -とらぶる- ダークネス トゥループリンセス（ララ・サタリン・デビルーク）
- トワイライトロア（ミネルバ）
- ファントム オブ キル（安城鳴子）
- ゆるかみ!（一色ひつ、甲州ほとみ、塗箸わかさ、牧之原やつみ）
- 妖怪ウォッチバスターズ 赤猫団/白犬隊（ケータ〈天野景太〉、フウ2）
- 妖怪ウォッチ ぷにぷに（フウ2、モルジアナ、クロックレディ、ニンギョレディ、ケン王、ソラスケ、ケータロット 他）
- ロイヤルフラッシュヒーローズ（エリーゼ）

2016年
- アイドルマスター シンデレラガールズ（日高愛）
- あんさんぶるガールズ!!（時国そら）
- 陰陽おとぎソール（ミタマ）
- GATE ブレイブ スクランブル（ピニャ・コ・ラーダ）
- Shadowverse（2016年 - 2020年、死都の女王、デモンフレイムメイジ、ドラゴンナイト・アイラ、歴戦の傭兵・フィーナ、ファントムデュオ・バニー&バロン）
- 真空管ドールズ（ブロッサム）
- ソードアート・オンライン -ホロウ・リアリゼーション-（アスナ / 結城明日奈）
- 大攻城！三国×戦国クロスバトル（真田幸村、貂蝉）
- デジモンワールド -next 0rder-（四ノ宮リナ）
- ニューワールド（ジュリ）
- パンチライン（秩父ラブラ）
- Fate/Grand Order（2015年 - 2024年、源頼光 / 丑御前、蒼崎青子） - 2作品
- 武器よさらば（ミヅキ）
- ブレス オブ ファイア6 白竜の守護者たち（ペリドット）
- ペルソナ5（奥村春）
- やはりゲームでも俺の青春ラブコメはまちがっている。続（折本かおり）
- 妖怪ウォッチ3 スシ /テンプラ / スキヤキ（ケータ〈天野景太〉、石ノ森ユウカ、フウ2）

2017年
- スーパーロボット大戦V（ミレイナ・ヴァスティ）
- アクセル・ワールド VS ソードアート・オンライン 千年の黄昏（アスナ）
- To LOVEる -とらぶる- ダークネス グラビアチャンス（ララ・サタリン・デビルーク）
- ブラックローズサスペクツ（ベティ・タナー）
- キャプテン翼〜たたかえドリームチーム〜（杉本久美）
- モンスターストライク（2017年 - 2025年、アルビダ、アスナ、シロ、奥村春）
- 御城プロジェクト:RE（城塞都市カルカソンヌ）
- 妖怪ウォッチバスターズ2 秘宝伝説バンバラヤー ソード/マグナム（フウ2）
- きららファンタジア（2017年 - 2022年、高山春香、山口如月）

2018年
- スターオーシャン:アナムネシス（アリア）
- ソードアート・オンライン フェイタル・バレット（アスナ）
- プリキュア つながるぱずるん（氷川いおな / キュアフォーチュン）
- 斉木楠雄のΨ難 妄想暴走 Ψキックバトル（斉木楠子）
- 決戦！平安京（鴆）
- ペルソナ5 ダンシング・スターナイト（奥村春）
- ドールズフロントライン（M4A1、WA2000、リー・エンフィールド）
- 電撃文庫：CROSSING VOID（アスナ） - 海外向けアプリゲーム
- テイルズ オブ ザ レイズ（2018年 - 2019年、アスナ、クレア・ヴィクトリアス）
- フリージング エクステンション（サテライザー・エル・ブリジット）
- 東京コンセプション（タマモ）
- 機動戦士ガンダム エクストリームバーサス2（2018年 - 2025年、ミレイナ・ヴァスティ） - 4作品
- クリスタル オブ リユニオン（ネロ）
- パズル&ドラゴンズ（アスナ）
- ペルソナQ2 ニュー シネマ ラビリンス（奥村春）
- ぷよぷよ!!クエスト（奥村春）
- ゴッドイーター3（クレア・ヴィクトリアス）

2019年
- キャサリン・フルボディ（キャサリン〈ツンデレ彼女〉、ノワール / 奥村春） - DLC追加キャラクター
- 47 HEROINES（白鳳うずめ）
- 共闘ことばRPG コトダマン（ノワール / 奥村春）
- 大乱闘スマッシュブラザーズ SPECIAL（ノワール / 奥村春）
- Witch's Weapon-魔女兵器-（クラウディア）
- ガーディアン・プロジェクト（タラワ）
- 妖怪ウォッチ4 ぼくらは同じ空を見上げている / 4++（ケータ〈天野景太〉、天野ケースケ）
- とある魔術の禁書目録 幻想収束（湾内絹保）
- 蒼藍の誓い ブルーオース（メリーランド）
- ペルソナ5 ザ・ロイヤル（奥村春）
- STARHORSE4（日吉遥）
- ダンジョンに出会いを求めるのは間違っているだろうか インフィニト・コンバーテ（エイナ・チュール）
- 七つの大罪 〜光と闇の交戦〜（エルラッテ）
- アクション対魔忍（ふうま天音）

2020年
- ファイアーエムブレム ヒーローズ（2020年 - 2025年、レナ、アルテナ）
- ペルソナ5 スクランブル ザ・ファントム ストライカーズ（ノワール / 奥村春）
- 東方キャノンボール（小野塚小町）
- ゼノンザード（アスナ）
- スーパーロボット大戦DD（2020年 - 2021年、流木野サキ）
- ソードアート・オンライン アリシゼーション リコリス（アスナ）
- 妖怪学園Y 〜ワイワイ学園生活〜（姫川フブキ / クロックレディ）
- 百花繚乱 -パッションワールド（荒木又右衛門）
- ロストディケイド（ナタリア）
- ソード・オブ・ガルガンチュア（女神アストレア）
- ファイナルギア -重装戦姫-（エリザベス、ヴェロニカ）
- レッド:プライドオブエデン（ミア）
- 百鬼異聞録〜妖怪カードバトル〜（鴆）
- A.I.M.$ -All you need Is Money-（エレクトラ）
- HoneyWorks Premium Live（榎本夏樹）
- 三国志名将伝（王元姫、辛憲英）
- イリュージョンコネクト（ヴィクトリア、エマ）
- IdentityV 第五人格（ガラテア）
- パニシング：グレイレイヴン（カレニーナ）

2021年
- OCTOPATH TRAVELER 大陸の覇者（リュミス）
- DCスーパーヒーローガールズ ティーンパワー（ワンダーウーマン / ダイアナ・プリンス）
- 白夜極光（ビビアン、ドーヴ）
- IDOLY PRIDE（神崎莉央）
- 月姫 -A piece of blue glass moon-（蒼崎青子）
- 終末のアーカーシャ（イヴ）
- シノビマスター 閃乱カグラ NEW LINK（ララ・サタリン・デビルーク）
- Revived Witch（Akasha）
- パズルガールズ（翔鶴）

2022年
- ブラック・サージナイト（北上）
- 阿卡夏計劃（蘭娜）
- MELTY BLOOD: TYPE LUMINA（蒼崎青子）
- ヴェルヴェット・コード（長門、ビスマルク）
- アイドルマスター ミリオンライブ! シアターデイズ（アスナ）
- チェインクロニクル（エルフ）
- たとえばラストダンジョン前の村の少年が序盤の街で暮らすような物語～ドタバタ英雄譚～（メナ）
- 勝利の女神:NIKKE（メアリー）
- ソードアート・オンライン ヴァリアント・ショウダウン（アスナ）
- 魔法使いの夜（蒼崎青子）
- ゴブリンスレイヤー エンドレスハンティング（剣聖）

2023年
- ルーンファクトリー3スペシャル（イオン）
- ブラウンダスト（ゼロツー）
- 超次元ゲイム ネプテューヌ GameMaker R:Evolution（シーシャ）
- Fate/Samurai Remnant（2023年 - 2024年、ライダー / 源頼光 / 丑御前）
- ソードアート・オンライン LAST RECOLLECTION（アスナ）
- ペルソナ5 タクティカ（奥村春）

2024年
- あんさんぶるスターズ!! Music / Basic（明星スバル〈幼少期〉） - 2作品
- ゴブリンスレイヤー -ANOTHER ADVENTURER- NIGHTMARE FEAST（剣聖）
- アウタープレーン（ベス）
- レゾナンス:無限号列車（ニコラ）

2025年
- アイアンサーガVS（影麟）

時期未定
- ペルソナ5: The Phantom X（奥村春）

### ドラマCD
- アイドルマスター Splash Red for ディアリースターズ ドラマCD（日高愛）
  - アイドルマスター Innocent Blue for ディアリースターズ ドラマCD（日高愛）
  - アイドルマスター Neue Green for ディアリースターズ ドラマCD（日高愛）
- 愛を歌うより俺に溺れろ!
- アクエリアンエイジ ドラマCD フェンリル編（ヘル）
- イナズマイレブンGO ドラマCD「永遠の絆!!」（西園信助）
- WEB版 WORKING!!（宮越華）※ドラマCD付き第3巻初回限定特装版
- 海の御先（南雲火凜）
- ELEMENT GIRLS 元素周期 萌えて覚える化学の基本（フッ素）
- かんなぎ ドラマCD（月刊ComicREX 2008年12月号特別付録）（ナギ）
- かんなぎ ドラマCD『高1の夏は一度しかない+ちょっと』（ナギ）
- 機動戦士ガンダム00 CDドラマ・スペシャル3 アナザーストーリー COOPERATION-2312（ミレイナ・ヴァスティ）
- 機動戦士ガンダム00 CDドラマ・スペシャル4 アナザーストーリー「4MONTH FOR 2312」
- 狂乱家族日記（乱崎千花）
- 史上最強の大魔王、村人Aに転生する（イリーナ[306]）
- しなこいっ（井端玲子）
- 純血+彼氏（椿鬼院イヴ）※ドラマCD付き第4巻特装版
- シロクロネクロ（高峰雪路）電撃文庫MAGAZINEVol.18付録「豪華声優陣×第17回電撃小説大賞コラボCD」
- 絶対可憐チルドレン ドラマCD EPS.1st〜和気藹々! 愛と平和が地球を救う!〜（三宮紫穂）
- 創星のアクエリオン ─太陽の翼─（アリシア姫）
- TYPE-MOON 10周年記念ドラマCD（セブン）※『コンプティーク』2011年8月号付録
- 天使1/2方程式（杉本ひな）※ドラマCD付き第4・7巻初回限定版[307][308]
- ドラマCD 「東京鬼祓師 鴉乃杜學園奇譚」（武藤いちる）
- とある魔術の禁書目録
- 東方聖夜祭 紅魔館のクリスマス（博麗霊夢）
- To LOVEる -とらぶる-（ララ・サタリン・デビルーク）
- 不問語（否定姫）
- 碧海のAiON（宮崎星音）
- 夏色キセキ オリジナルCDドラマ〜ドリームアワー・イン・紗希's room〜（花木優香）
- ヒカルが地球にいたころ……（式部帆夏）※ドラマCD付き第5巻特装版
- 百錬の覇王と聖約の戦乙女（フェリシア[309]）
- PERSONA5 THE NIGHT BREAKERS（奥村春）
- ホーリートーカー（木下熨斗目）
- ほしいもパラダイス2 〜万能ネギ男を救出せよ!〜（ドライ・マンゴー、ちりめん邪子）
- 星は歌う（椎名サクヤ）
- ぽちゃぽちゃ水泳部（太田カツ代[310]）
- まおゆう魔王勇者（メイド姉）
- 魔法少女リリカルなのは The MOVIE 2nd A's ドラマCD付き特別鑑賞券 Side-Y（リリィ・シュトロゼック）
- マンガ家さんとアシスタントさんと（音砂みはり）
- みつどもえドラマCD〜伝説のはじまり〜（丸井ひとは）
- モノノケミステリヰ（南方うつひ[311]）
- 百合男子（宮鳥茜）※ドラマCD付き第2巻特装版
- らいか・デイズ（原愛美[312]）
- レーカン!（井上成美[313]）
- 真代家こんぷれっくす！（真代夏木）※ドラマCD付き第5巻、第6巻、第8巻特装版
- ハニー（小暮奈緒）※ドラマCD付き第7巻特装版
- 精霊幻想記（皇沙月[314]）※ドラマCD付き小説12巻特装版

### ラジオドラマ
※はWebラジオ番組。
- 噂屋 〜フラワーテイル〜（2006年、葛西アヤメ）
- 悠幻の学び舎〜いもうと学園〜（2008年※、芙美）
- 私立ハコ入り女学園（2010年、小野寺小町）
- 野に咲く花  -誰も死なない2-（2010年※、薬師丸水萌）
- ニッポン放送開局60周年ミュ〜コミ+プラス・ラジオドラマ「バック・トゥ・ザ・レディオ」（2014年、まさ坊の友達[315]）
- FMシアター　いつかの宝石たち（2023年7月22日、NHK-FM、山田凛子[316]）

### 吹き替え

#### 映画
- エンジェル ウォーズ（2011年、ロケット〈ジェナ・マローン〉）
- スクリーム4: ネクスト・ジェネレーション（2011年、オリヴィア・モリス〈マリエル・ジャフィ〉）
- 死霊のはらわた（2013年、ナタリー〈エリザベス・ブラックモア〉）
- ブレイク・ビーターズ（2017年、マティナ〈ゾーニャ・ゲルハルト〉[317]）
- 禁じられた遊び（2020年、ポーレット〈ブリジット・フォッセー〉[318]）※N.E.M版
- キャメラを止めるな!（2022年、アヴァ〈マチルダ・ルッツ〉[319]）
- ノースマン 導かれし復讐者（2023年、白樺の森のオルガ〈アニャ・テイラー＝ジョイ〉）
- トランスフォーマー/ビースト覚醒（2023年、クリス・ディアス〈ディーン・スコット・バスケス〉[320]）
- シャーク・ド・フランス（2023年、ウジェニー〈クリスティーヌ・ゴーティエ〉[321]）
- エイリアン:ロムルス（2024年、レイン〈ケイリー・スピーニー〉[322]）

#### ドラマ
- コールドケース7 ザ・ファイナル（2010年、ミア・ロマノフ〈シャーニ・ヴィンソン〉）
- パワーレンジャー・ミスティックフォース（2012年、マディソン・ロッカ / ブルーレンジャー〈メラニー・バジェホ〉）
- ベイツ・モーテル（2014年、ブラッドリー・マーティン〈ニコラ・ペルツ〉）
- 100 オトナになったらできないこと（2016年、CJ・マーティン〈イザベラ・モナー〉[323]）
- ジーニアス:ピカソ（2018年、ジュヌヴィエーブ・アリコー）
- ゴシップガール（2021年、オードリー・ホープ〈エミリー・アリン・リンド〉[324]）
- 絶叫パンクス レディパーツ!（2022年、アイーシャ〈ジュリエット・モタメド〉[325]）
- THE IDOL/ジ・アイドル（2023年[326]）
- アソーカ（2023年、シン・ハティ〈イヴァンナ・ザクノ〉[327]）

#### アニメ
- バイオハザード: ヴェンデッタ（2017年、ナディア）
- スマーフ スマーフェットと秘密の大冒険（2017年、スマーフ・ブロッサム[328]）
- 犬ヶ島（2018年、トレイシー・ウォーカー[329]）
- マイリトルポニー: エクエストリア・ガールズ - 忘れられた友情（2018年、ウォールフラワー・ブラッシュ）
- DCスーパーヒーロー・ガールズ（2020年、ダイアナ / ワンダーウーマン[330]）
- 卓球少女 -閃光のかなたへ-（2025年、ディン・シャオ[331]）

### テレビ
- 「戸松遥3rd Live Tour 2015Welcome！Harukarisk＊Land!!!〈Tナイト〉」（フジテレビ：2016年6月29日）
- ニッポンアニメ100 あけおめ!声優大集合（NHK BSプレミアム：2017年12月31日 - 2018年1月1日）
- ハルカウエノセカイ（TOKYO MX：2018年6月7日 - 2018年12月27日 / メインMC）
- 笑アニさまがやってくる!（NHK総合：2018年11月27日）

テレビドラマ
- RHプラス（岬亜美）
- ここはグリーン・ウッド 〜青春男子寮日誌〜（新田美恵子）
- ドクロゲキ2 サイドストーリー 「川口典子」
- モンキーパーマ3 （平なみ）
- 声ガール!（戸松遥（本人役、特別出演））
- 今どきの若いモンは（ミクの声）
- 問題物件 第5話（2025年2月12日、フジテレビ） - 岡崎杏子 役

ナレーション
- トリハダ（秘）スクープ映像100科ジテン（テレビ朝日）
  - トリハダ（秘）スクープ 特別編 世界のスゴイ映像100連発スペシャル（テレビ朝日：2011年3月22日）
  - トリハダ特別編（テレビ朝日：2014年8月10日、2014年11月26日）

- マジで! 世界㊙オモシロCM全部見せます!!（テレビ朝日：2010年7月25日 / ボイスオーバー）
- 世界（秘）オモシロCM 全部見せます!（テレビ朝日：2010年12月26日 / ボイスオーバー）
- 飛び出せ! ワールドモニター（テレビ朝日：2011年1月16日）
- あにてれ Presents アニソンぷらす+（テレビ東京：2011年3月21日）
- 実録!世界の愛憎ミステリー 妻VS夫 殺しの修羅場ファイル（テレビ朝日：2012年11月10日 / 声の出演）
- Good Stories 〜エミュの涙〜（テレビ朝日：2013年4月6日 / 声の出演）
- 世界がザワついた（秘）映像 ビートたけしの知らないニュース（テレビ朝日）
- 世界の衝撃映像グランプリ（テレビ朝日：2014年10月8日 / ボイスオーバー）
- イチから住 〜前略、移住しました〜（テレビ朝日:2015年4月12日 / ナレーション）
- 映っちゃった映像GP（フジテレビ：2015年1月27日以降不定期特番として放送）
- やっちまったtv（フジテレビ：2016年4月17日以降不定期特番として放送）
- 世界がザワついた(秘)映像　ビートたけしの知らないニュース（第5弾）（テレビ朝日）
- 課外授業 ようこそ先輩 〜センセイの頭の中〜「ゲームクリエイター 日野晃博」（NHK教育テレビ：2015年8月14日 / ナレーション）
- ○○!投稿DO画（NHK総合：2016年4月 - ）
- コドンパミン（フジテレビ：2017年3月25日 / コドン君の声、パミンちゃんの声）
- ありえへん∞世界「本当にあった世界の衝撃映像&衝撃事件スペシャル」（テレビ東京：2017年6月13日 / ボイスオーバー）

テレビCM
- フルタ製菓セコイヤチョコレート・生クリームチョコ「素直編」「限界編」「鼓舞編」（2014年9月 - 、顔出し出演）
- テレビアニメ『GA 芸術科アートデザインクラス』DVD CM（実写出演）
- 京都学園大学 15秒テレビCMアニメ版（2014年7月 - 、太秦その）
- 『告白実行委員会』シリーズと代々木アニメーションとのコラボCM（2016年12月3日 - ）
- ソードアート・オンライン オーディナル・スケールDVD&Blu-ray TV-CM（2017年）

司会
- BOMBER-E（2020年7月31日 - 〈2020年5月20 - 、総合司会〉）

### 実写映画
- 私の優しくない先輩（友情出演[340]）
- 劇場版 白魔女学園 オワリトハジマリ（アクア）
- 松島トモ子 サメ遊戯[341]

### Web番組
スフィアとしての番組は、スフィアの項を参照。
- ディアリーステーション（2008年、ニコニコ動画「たるき亭」ch）

### ラジオ
※はインターネット配信。スフィアとしての番組は、スフィアの項を参照。
- ミニータン（2007年、ニッポン放送『有楽町アニメタウン』内コーナー）[注 5]
- もえたん リスニングRADIO（2007年、BEAT☆Net Radio!※・ランティスウェブラジオ※）
- かんなぎらじお（2008年 - 2009年、かんなぎ公式サイト※）
- 絶対可憐放送局（2008年 - 2009年、アニメイトTV※）
- 戸松遥のハルコレ（2009年、文化放送『A&G 超RADIO SHOW〜アニスパ!〜』）
- 爆発らじアート☆（2009年、アニメイトTV※・マリン・エンタテインメント※）
- マリアとユンユンの上海飯店で会いましょう（2009年、アニメイトTV※）
- みつどもえラジオ「3ちゃんねる」（2010年 - 2011年、音泉※・ランティスウェブラジオ※・HiBiKi Radio Station※）
- もーっと!ラジオ To LOVEる-とらぶる-（2010年 - 2011年、HiBiKi Radio Station※）
- イチカとりのんのなつまちラジオ（2011年 - 2012年、HiBiKi Radio Station※）
- ソードアート・オンエアー（2012年 - 2013年、超!A&G+※・HiBiKi Radio Station※）
- 戸松遥のココロ☆ハルカス（2013年 - [342]、超!A&G+※・ニコニコ動画セカンドショットちゃんねる※・YouTubeセカンドショットちゃんねる※）
- ソードアート・オンエアーII（2014年 - 2015年、超!A&G+※・HiBiKi Radio Station※）
- キャンパス寄席（2016年 - 、NHKラジオ第1）
- 東京03の好きにさせるかッ!（2016年 - 、NHKラジオ第1）[343][注 6]
- 戸松遥のおとまつでした。（2018年、ABCラジオ）[344][345]
- TS ONE UNITED 戸松遥、カラフルレボリューション!（2018年、i-dio TS ONE※）[346]
- 戸松遥のB級映画研究所（2018年、JFN PARK※） [347]
- PERSONA5 the Animation Radio“カイトーク！（2018年、アニメイトタイムズ※）

### オーディオブック
- オーディオノベル 女子大生会計士の事件簿（2007年、藤原萌実）

### デジタルコミック
- ニセコイ（2012年、桐崎千棘）
- となりの怪物くん（2018年、水谷雫）
- くろりんごときいろいそら（2022年、笑正[348]）
- 私を好きすぎる勇者様を利用して、今世こそ長生きするつもりだったのに（多分、また失敗した）（2022年、リゼット・アシュバートン[349]）
- アルマギア -Project-（2022年、ククル[350]）
- ギンカとリューナ（2022年、リューナ[351]）
- キュンとして、山上くん!（2023年、山上 （女性Ver.）、山上少年[352]）
- 99%サキュバスちゃん（2023年、りり[353]）
- 女子高生の無駄づかい（2023年、菊池茜[354]）

### オーディオドラマ
- ぴんとこな（2012年、あやめ[355]） ※聴取用パスワード付きCheese!2013年2月号とコミックス第8巻
- 魔弾の王と凍漣の雪姫（2020年、エレオノーラ＝ヴィルターリア[356]） ※DLシリアルコード付き小説第7巻特装版

### ASMR
- 新・ねこぐらし。～ソマリ猫娘 編～（2022年、ソマリ猫）

### 特撮
2010年代
- 獣電戦隊キョウリュウジャー（2013年 - 2014年、喜びの戦騎キャンデリラの声および人間態）
- 劇場版 獣電戦隊キョウリュウジャー ガブリンチョ・オブ・ミュージック（2013年、喜びの戦騎キャンデリラの声）
- 獣電戦隊キョウリュウジャーVSゴーバスターズ 恐竜大決戦! さらば永遠の友よ（2014年、喜びの戦騎キャンデリラの声）
- 帰ってきた獣電戦隊キョウリュウジャー 100 YEARS AFTER（2014年、賢神キャンデリラの声および人間態）
- 烈車戦隊トッキュウジャーVSキョウリュウジャー THE MOVIE（2015年、キャンデリラの声）
- 獣電戦隊キョウリュウジャーブレイブ（2017年、キャンデリラの声）

2020年代
- ウルトラギャラクシーファイト（2020年 - 2022年、ユリアンの声） - 2シリーズ
- 王様戦隊キングオージャー（2023年、キャンデリラの声）
- 王様戦隊キングオージャーVSキョウリュウジャー（2024年、キャンデリラの声）
- ウイングマン（2024年、ザシーバの声）

### 舞台
- サ・ビ・タ 〜雨が運んだ愛〜[366] - ユ・ミリ 役
  - （2012年10月18日 - 28日、11日間全16公演、青山円形劇場）
  - （2014年3月20日 - 4月16日、15日間全17公演、青山円形劇場・かめありリリオホール・サンケイホールブリーゼ）
- SOUND THEATRE「CHRISTMAS NOSTRA」（2014年12月13日 - 14日、2日間全3公演、日本橋三井ホール） - ピエトロ・ヴァザーリ 役 他
- 劇団ヘロヘロQカムパニー 第31回公演『怪盗不思議紳士 twice』（2015年6月6日 - 13日、6日間全8公演、シアターサンモール） - 草野瑞樹 役
- 劇団岸野組公演「あぁ、強情」（2016年5月29日 - 6月5日、8日間全8公演、本多劇場）
- 劇団ヘロヘロQカムパニー『もっけの幸いの「もっけ」ってモノノケの事なんだって。知ってる？』（2016年9月30日、1日間全2公演、シアターサンモール）※ゲスト出演
- 劇団岸野組公演「改訂版 モトイヌ」（2017年5月22日、1日間全1公演、下北沢本多劇場）※日替わりゲスト出演
- 恋を読む「ぼくは明日、昨日のきみとデートする」（2018年8月26日、オルタナティブシアター） - 福寿愛美 役
- LAWSON presents 朗読歌劇アルマギア 〜First Live 2023〜（2023年7月9日、立川ステージガーデン） - ククル 役[367]
- SWEET 19 BLUES（2023年12月29日、RED°TOKYO TOWER SKY STADIUM） - カスミ 役[368]
- 朗読劇ボイコメvol.2〜声優×吉本新喜劇（2024年8月17日、COOL JAPAN PARK OSAKA TTホール）[369]
- 朗読劇「君の膵臓をたべたい」2025（2025年4月5日・6日、日本青年館ホール） - 滝本恭子 役[370]

### DVD
- 宝探し 〜至高のペルソナ〜 in マザー牧場（ナレーション）
- THE IDOLM@STER M@STERS OF IDOL WORLD!!2014

### パチンコ・パチスロ
- 忍魂（楓）
- 忍魂弐〜烈火ノ章〜（楓）
- シスタークエスト2〜魔剣の騎士と白銀の巫女〜（レイジー）
- シスタークエスト3〜黄金の大地と東の勇者〜（アゲハ）
- シスタークエスト〜時の魔術師と悠久の姉妹〜（ルリス）
- パチスロろくでなしBLUES（今井和美）
- パチスロ麻雀物語2〜激闘！麻雀グランプリ〜（パトランラン）
- CR忍魂（楓）
- CR麻雀物語〜麗しのテンパイ乙女〜（パトランラン）
- CR楓魂（楓[371]）
- CR世界でいちばん強くなりたい!（風間璃緒[372]）
- パチスロ ウィッチマスター（東雲あかね[373]）
- CRフィーバー革命機ヴァルヴレイヴ（流木野サキ）
- Pフィーバー革命機ヴァルヴレイヴ（流木野サキ）
- Pフィーバー革命機ヴァルヴレイヴ2（流木野サキ）

### アプリ
- めざましマネージャーアスナ (アスナ) [374]
- Xperia Ear プラグイン / Xperia Ear Duo（アスナ）（アスナ）[375][376][377]

### CM
- 弱キャラ友崎くん TVCM（2018年、日南[378]）
- 友人キャラは大変ですか? TVCM（2018年、火乃森龍牙[379]）

### その他コンテンツ
- NHK大河ドラマ『花燃ゆ』公式PRキャラクター「もゆるん」
- NHKニュース・防災アプリ気象キャラクター 春ちゃん 「紙芝居動画」（2017年 - 、秋ちゃん[380]）
- 愛西市“イメージして…”PRショートアニメ（2017年、あいさいちゃん）
- アクティブ10公民（NHK：2018年9月28日 - 、ダルさん）
- メッツァ・ムーミンバレーパーク（2019年3月16日 - 、ムーミントロール[381]）
- 矢場とんオリジナルアニメ『大須のぶーちゃん』（2019年10月 - 、たくろう[382]）
- Beyond Creation（2019年 イプシロン）Live2Dアニメ[383]
- 『公女殿下の家庭教師』PV（2020年、リディヤ）[384]
- エンタテインメントロボット「poiq」システムボイス（2024年、清楚ボイス[385]）

## ディスコグラフィ

### シングル
|            | 発売日         | タイトル                | 規格品番    | 規格品番   | 規格品番   | オリコン 最高位 |
| 初回限定盤 | 発売日         | タイトル                | 通常盤      | 期間限定盤 |            | オリコン 最高位 |
| ---------- | -------------- | ----------------------- | ----------- | ---------- | ---------- | --------------- |
| 1st        | 2008年9月3日   | naissance               | SMCL-148/9  | SMCL-150   |            | 80位            |
| 2nd        | 2008年10月29日 | motto☆派手にね！        | SMCL-155/6  | SMCL-157   | SMCL-158   | 10位            |
| 3rd        | 2008年11月26日 | 産巣日の時              | SMCL-159/60 | SMCL-161   | SMCL-162   | 21位            |
| 4th        | 2009年5月13日  | こいのうた              | SMCL-173/4  | SMCL-175   |            | 32位            |
| 5th        | 2010年1月27日  | Girls, Be Ambitious.    | SMCL-181/2  | SMCL-183   | 14位       |                 |
| 6th        | 2010年8月4日   | 渚のSHOOTING STAR       | SMCL-195/6  | SMCL-197   | 19位       |                 |
| 7th        | 2010年11月3日  | Baby Baby Love          | SMCL-216/7  | SMCL-218   | 13位       |                 |
| 8th        | 2011年7月13日  | Oh My God♥              | SMCL-241/2  | SMCL-243   | 11位       |                 |
| 9th        | 2012年7月25日  | ユメセカイ              | SMCL-273/4  | SMCL-275   | SMCL-276   | 13位            |
| 10th       | 2012年10月17日 | Q&A リサイタル！        | SMCL-281/2  | SMCL-283   |            | 11位            |
| 11th       | 2013年7月10日  | PACHI PACHI PARTY       | SMCL-300/1  | SMCL-302   | 14位       |                 |
| 12th       | 2014年1月15日  | ヒカリギフト            | SMCL-317/8  | SMCL-319   | 11位       |                 |
| 13th       | 2014年7月30日  | Fantastic Soda!!        | SMCL-337/8  | SMCL-339   | 19位       |                 |
| 14th       | 2014年12月3日  | courage                 | SMCL-367/8  | SMCL-369   | SMCL-370   | 4位             |
| 15th       | 2015年9月30日  | STEP A GO! GO!          | SMCL-403/4  | SMCL-405   |            | 25位            |
| 16th       | 2016年2月17日  | シンデレラ☆シンフォニー | SMCL-415/6  | SMCL-417   | 22位       |                 |
| 17th       | 2016年10月26日 | モノクロ/Two of us      | SMCL-449/50 | SMCL-451   | SMCL-452   | 38位            |
| 18th       | 2017年10月11日 | 有頂天トラベラー        | SMCL-505/6  | SMCL-507   | SMCL-508   | 13位            |
| 19th       | 2018年9月5日   | TRY & JOY               | SMCL-557/8  | SMCL-559   |            | 16位            |
| 20th       | 2019年11月20日 | Resolution              | SMCL-630/1  | SMCL-632   | SMCL-633/4 | 19位            |
| 21st       | 2023年7月26日  | Alter Echo              | SMCL-823/4  | SMCL-825   |            | 26位            |

### アルバム

#### オリジナルアルバム
|            | 発売日        | タイトル         | 規格品番    | 規格品番 | オリコン 最高位 |
| 初回限定盤 | 発売日        | タイトル         | 通常盤      |          | オリコン 最高位 |
| ---------- | ------------- | ---------------- | ----------- | -------- | --------------- |
| 1st        | 2010年2月24日 | Rainbow Road     | SMCL-189/90 | SMCL-191 | 15位            |
| 2nd        | 2013年1月16日 | Sunny Side Story | SMCL-288/9  | SMCL-290 | 5位             |
| 3rd        | 2015年3月18日 | Harukarisk*Land  | SMCL-375/6  | SMCL-377 | 7位             |
| 4th        | 2018年5月2日  | COLORFUL GIFT    | SMCL-536/7  | SMCL-538 | 13位            |

#### ベストアルバム
|            | 発売日        | タイトル                          | 規格品番   | 規格品番 | オリコン 最高位 |
| 初回限定盤 | 発売日        | タイトル                          | 通常盤     |          | オリコン 最高位 |
| ---------- | ------------- | --------------------------------- | ---------- | -------- | --------------- |
| 1st        | 2016年6月15日 | 戸松遥 BEST SELECTION -sunshine-  | SMCL-430/1 | SMCL-432 | 11位            |
| 1st        | 2016年6月15日 | 戸松遥 BEST SELECTION -starlight- | SMCL-433/4 | SMCL-435 | 13位            |

### 映像作品

#### ライブビデオ
|         | 発売日         | タイトル                                               | 規格品番 | 規格品番   |
| Blu-ray | 発売日         | タイトル                                               | DVD      |            |
| ------- | -------------- | ------------------------------------------------------ | -------- | ---------- |
| 1st     | 2012年2月22日  | 戸松遥 first live tour 2011「オレンジ☆ロード」         | SMXL-2   | SMBL-102/3 |
| 2nd     | 2013年10月30日 | 戸松遥 second live tour 「Sunny Side Stage!」          | SMXL-5   | SMBL-107/8 |
| 3rd     | 2016年2月17日  | 戸松遥 3rd Live Tour 2015 “Welcome!Harukarisk*Land!!!” | SMXL-9   |            |
| 4th     | 2017年8月9日   | 戸松遥 BEST LIVE TOUR 2016〜SunQ&ホシセカイ〜          | SMXL-12  |            |

#### ミュージッククリップ集
|     | 発売日        | タイトル                         | 規格品番 |
| --- | ------------- | -------------------------------- | -------- |
| 1st | 2016年8月10日 | HARUKA TOMATSU Music Clips step1 | SMXL-10  |

### タイアップ曲
| 楽曲                 | タイアップ                                                                                    | 時期   |
| -------------------- | --------------------------------------------------------------------------------------------- | ------ |
| naissance            | テレビドラマ『ここはグリーン・ウッド 〜青春男子寮日誌〜』エンディングテーマ                   | 2008年 |
| REWIND               | テレビドラマ『ここはグリーン・ウッド 〜青春男子寮日誌〜』第12話劇中歌                         | 2008年 |
| motto☆派手にね！     | テレビアニメ『かんなぎ』オープニングテーマ                                                    | 2008年 |
| シアワセサガシ       | インターネットラジオ『かんなぎらじお』テーマソング                                            | 2008年 |
| 産巣日の時           | テレビアニメ『かんなぎ』エンディングテーマ                                                    | 2008年 |
| こいのうた           | テレビアニメ『神曲奏界ポリフォニカ クリムゾンS』エンディングテーマ                            | 2009年 |
| Girls, Be Ambitious. | テレビアニメ『ソ・ラ・ノ・ヲ・ト』エンディングテーマ                                          | 2010年 |
| Baby Baby Love       | テレビアニメ『もっとTo LOVEる -とらぶる-』エンディングテーマ                                  | 2010年 |
| Oh My God♥           | テレビアニメ『猫神やおよろず』エンディングテーマ                                              | 2011年 |
| ユメセカイ           | テレビアニメ『ソードアート・オンライン』アインクラッド編エンディングテーマ                    | 2012年 |
| Q&A リサイタル！     | テレビアニメ『となりの怪物くん』オープニングテーマ                                            | 2012年 |
| In Our Hands         | ゲーム『ブレス オブ ファイア 6 白竜の守護者たち』主題歌                                       | 2014年 |
| courage              | テレビアニメ『ソードアート・オンラインII』キャリバー編&マザーズ・ロザリオ編オープニングテーマ | 2014年 |
| セパレイト・ウェイズ | テレビアニメ『ソードアート・オンラインII』挿入歌                                              | 2014年 |
| Rebellion            | ゲーム『ブレス オブ ファイア 6 白竜の守護者たち』主題歌                                       | 2016年 |
| Two of us            | ゲーム『ソードアート・オンライン -ホロウ・リアリゼーション-』エンディングテーマ               | 2016年 |
| 有頂天トラベラー     | テレビアニメ『プリプリちぃちゃん!!』エンディングテーマ                                        | 2017年 |
| DELUXE DELUXE HAPPY  | テレビアニメ『八十亀ちゃんかんさつにっき』主題歌                                              | 2019年 |
| Resolution           | テレビアニメ『ソードアート・オンライン アリシゼーション War of Underworld』オープニングテーマ | 2019年 |
| Alter Echo           | 『スロット ソードアート・オンライン』書きおろし楽曲                                           | 2023年 |

### キャラクターソング
| 発売日   | 商品名 | 歌 | 楽曲 | 備考 |
| 2007年   | 2007年 | 2007年 | 2007年 | 2007年 |
| -------- | --- | --- | --- | --- |
| 7月25日  | 魔法少女マジカルたん!                                                                                             | 虹原いんく（田村ゆかり）、黒威すみ（戸松遥）、白鳥ありす（名塚佳織） | 「魔法少女マジカルたん！」 | テレビアニメ『もえたん』オープニングテーマ |
| 8月22日  | Meta-morphose | コーティカルテ（戸松遥） | 「I'm on your side」 | テレビアニメ『神曲奏界ポリフォニカ』関連曲 |
| 10月10日 | Magical Melody!                                                                                                   | 黒威すみ（戸松遥）、瑠璃子（森永理科） | 「いやたん・らぶたん」 | テレビアニメ『もえたん』関連曲 |
| 2008年   | | | | |
| 5月28日  | 絶対love×love宣言!!                                                                                               | ザ・チルドレン | 「絶対love×love宣言!!」 | テレビアニメ『絶対可憐チルドレン』エンディングテーマ                                                                                            |
| 5月28日  | 絶対love×love宣言!!                                                                                               | ザ・チルドレン | 「Over The Future feat.THE CHILDREN」 | テレビアニメ『絶対可憐チルドレン』関連曲 |
| 7月4日   | To LOVEる -とらぶる- Variety CD その1                                                                             | ララ・サタリン・デビルーク（戸松遥） | 「ダイスキみーっけ！」 | テレビアニメ『To LOVEる -とらぶる-』関連曲 |
| 7月9日   | 世界で一番ヤバイ恋                                                                                                | 乱崎千花（戸松遥） | 「世界で一番ヤバイ恋」 | テレビアニメ『狂乱家族日記』エンディングテーマ                                                                                                  |
| 9月24日  | DATTE 大本命 | ザ・チルドレン | 「DATTE 大本命」 | テレビアニメ『絶対可憐チルドレン』エンディングテーマ                                                                                            |
| 9月24日  | DATTE 大本命 | ザ・チルドレン | 「RIPLE BOOST -THE CHILDREN symphonic medley-」                                                                                                | テレビアニメ『絶対可憐チルドレン』関連曲 |
| 9月25日  | 絶対可憐チルドレン キャラクターCD 3rd session 三宮紫穂 starring 戸松遥                                            | 三宮紫穂（戸松遥） | 「さわってViolet」 「濃密ウィスパー」 「Over The Future feat.SHIHO」                                                                           | テレビアニメ『絶対可憐チルドレン』関連曲 |
| 10月3日  | To LOVEる -とらぶる- Variety CD その3                                                                             | ララ・サタリン・デビルーク（戸松遥） | 「やだ！」 | テレビアニメ『To LOVEる -とらぶる-』関連曲 |
| 10月29日 | ケメコデラックス!/プリップリン体操                                                                                | ケメコとデラックス！ | 「ケメコデラックス！」 | テレビアニメ『ケメコデラックス!』オープニングテーマ                                                                                             |
| 11月26日 | シャイナ・ダルク〜黒き月の王と蒼碧の月の姫君〜 ボーカルアルバム                                                   | ガレット（戸松遥）、クリスティナ（名塚佳織） | 「Heaven’s tree」 | 漫画『シャイナ・ダルク 〜黒き月の王と蒼碧の月の姫君〜』関連曲                                                                                   |
| 11月28日 | To LOVEる -とらぶる- Variety CD その5                                                                             | ララ（戸松遥）、春菜（矢作紗友里） | 「…っちゃえ！」 | テレビアニメ『To LOVEる -とらぶる-』関連曲 |
| 2009年   | | | | |
| 1月30日  | DVD/Blu-ray 『ケメコデラックス！』02（初回限定版）特典CD                                                          | ケメコとデラックス！ | 「ケメコデラックス！-マーベラスMix-」 | テレビアニメ『ケメコデラックス!』関連曲 |
| 2月25日  | 早春賦 | ザ・チルドレン | 「早春賦」 | テレビアニメ『絶対可憐チルドレン』エンディングテーマ                                                                                            |
| 2月25日  | 早春賦 | ザ・チルドレン | 「MY WINGS feat. THE CHILDREN」 | テレビアニメ『絶対可憐チルドレン』オープニングテーマ                                                                                            |
| 2月25日  | TVアニメ『明日のよいち！』キャラクターソング Vol.2 斑鳩あやめ                                                     | 斑鳩あやめ（戸松遥） | 「Girl grows up! 〜TSUN-DERE Ver.〜」 「あたしはぜんぜん気にしてないっ」                                                                       | テレビアニメ『明日のよいち!』関連曲 |
| 2月27日  | 「ケメコデラックス！」デラックスなCD1                                                                             | エムエム（戸松遥） | 「約束」 | テレビアニメ『ケメコデラックス!』関連曲 |
| 3月25日  | DVD 『かんなぎ』5（完全生産限定版）特典 キャラクターカラオケCD "なぎうた"                                         | ナギ（戸松遥） | 「ハロー大豆の歌」 | テレビアニメ『かんなぎ』挿入歌 |
| 3月25日  | 明日のよいち！DVD第1巻 初回限定版 スペシャルCD                                                                    | 斑鳩四姉妹 | 「I,my,meで生きてみよー！」 | Webラジオ『明日のよいちらじを!』テーマソング |
| 3月25日  | やってこい!ダイスキ♥/あっぷる・ぱにっく!?                                                                         | ララ（戸松遥）、春菜（矢作紗友里） | 「やってこい!ダイスキ♥」 | OVA『To LOVEる -とらぶる-』オープニングテーマ                                                                                                   |
| 3月25日  | やってこい!ダイスキ♥/あっぷる・ぱにっく!?                                                                         | ララ（戸松遥）、春菜（矢作紗友里） | 「あっぷる・ぱにっく!?」 | OVA『『To LOVEる -とらぶる-』エンディングテーマ                                                                                                 |
| 3月25日  | level 7 | ザ・チルドレン | 「Over The Future feat.THE CHILDREN ver.2」 「流れ星☆ロマンちっく」 「早春賦〜卒業伴奏〜」 「MY WINGS feat. THE CHILDREN ver.2」               | テレビアニメ『絶対可憐チルドレン』関連曲 |
| 3月25日  | level 7 | 三宮紫穂（戸松遥） | 「トキメキの星屑」 | テレビアニメ『絶対可憐チルドレン』関連曲 |
| 4月24日  | DVD/Blu-ray 『ケメコデラックス！』05（初回限定版）特典CD                                                          | ケメコとデラックス！ | 「ケメコデラックス！-Techno Mix-」 | テレビアニメ『ケメコデラックス!』関連曲 |
| 5月22日  | 明日のよいち！DVD第1巻 初回限定版 スペシャルCD                                                                    | 斑鳩あやめ（戸松遥） | 「I,my,meで生きてみよー！」 | Webラジオ『明日のよいちらじを!』関連曲 |
| 5月29日  | nO limiT | エクリップス | 「nO limiT」 | テレビアニメ『バスカッシュ!』オープニングテーマ                                                                                                 |
| 5月29日  | nO limiT | エクリップス | 「moon passport」 | テレビアニメ『バスカッシュ!』挿入歌 |
| 6月17日  | Running on | エクリップス | 「Running on」 | テレビアニメ『バスカッシュ!』挿入歌 |
| 6月17日  | Running on | ルージュ（戸松遥） | 「nO limiT」 | テレビアニメ『バスカッシュ!』関連曲 |
| 6月24日  | TVアニメ「神曲奏界ポリフォニカ クリムゾンS」キャラクターソング vol.2 The Second Movement「promise melody/Echoes」 | コーティカルテ・アパ・ラグランジェス（戸松遥） | 「promise melody」 | テレビアニメ『神曲奏界ポリフォニカ クリムゾンS』関連曲                                                                                          |
| 8月19日  | 二人の約束 | エクリップス | 「二人の約束」 | テレビアニメ『バスカッシュ!』エンディングテーマ                                                                                                 |
| 9月9日   | THE IDOLM@STER DREAM SYMPHONY 00 "HELLO!!"                                                                        | 日高愛（戸松遥）、水谷絵理（花澤香菜）、秋月涼（三瓶由布子） | 「"HELLO!!"（M@STER VERSION）」 「ハッピース」                                                                                                 | ゲーム『THE IDOLM@STER Dearly Stars』関連曲 |
| 9月16日  | アイドル・アタック!                                                                                               | エクリップス | 「虹のBRACE」 「Running on album-mix」 「nO limiT album-mix」                                                                                  | テレビアニメ『バスカッシュ!』関連曲 |
| 9月16日  | アイドル・アタック!                                                                                               | ルージュ（戸松遥） | 「another place」 「二人の約束」 | テレビアニメ『バスカッシュ!』関連曲 |
| 9月30日  | TVアニメ『宙のまにまに』キャラクターソング&挿入歌集 星空とハルモニア                                              | 蒔田姫（戸松遥） | 「Dive to the sky」 | テレビアニメ『宙のまにまに』関連曲 |
| 9月30日  | TVアニメ『よくわかる現代魔法』SPECIAL CODE ALBUM                                                                  | 一ノ瀬弓子クリスティーナ（戸松遥） | 「Classical mode」 | テレビアニメ『よくわかる現代魔法』関連曲 |
| 10月28日 | GA 芸術科アートデザインクラス music palette                                                                       | 彩井高校 GA girls | 「お先にシルブプレ」 | テレビアニメ『GA 芸術科アートデザインクラス』オープニングテーマ                                                                                 |
| 10月28日 | GA 芸術科アートデザインクラス music palette                                                                       | 山口如月（キサラギ）（戸松遥） | 「coloring palettes」 | テレビアニメ『GA 芸術科アートデザインクラス』エンディングテーマ                                                                                 |
| 10月28日 | GA 芸術科アートデザインクラス music palette                                                                       | GA元気ガールズ | 「ココロいろ Palettes」 | テレビアニメ『GA 芸術科アートデザインクラス』エンディングテーマ                                                                                 |
| 10月28日 | GA 芸術科アートデザインクラス music palette                                                                       | イロドルンジャー | 「色彩戦隊イロドルンジャー」 | テレビアニメ『GA 芸術科アートデザインクラス』関連曲                                                                                             |
| 10月28日 | GA 芸術科アートデザインクラス music palette                                                                       | キサラギ（戸松遥）、スネコ（ノダミキ）（徳永愛） | 「えがいてあ・そ・ぼ！」 | テレビアニメ『GA 芸術科アートデザインクラス』関連曲                                                                                             |
| 12月2日  | THE IDOLM@STER DREAM SYMPHONY 03 日高愛                                                                           | 日高愛（戸松遥） | 「"HELLO!!"（M@STER VERSION）」 「はなまる」 「私はアイドル♡（M@STER VERSION）」 「GO MY WAY!!（M@STER VERSION）」 「ALIVE（M@STER VERSION）」 | ゲーム『THE IDOLM@STER Dearly Stars』関連曲 |
| 2010年   | | | | |
| 5月12日  | THE IDOLM@STER BEST OF 765+876=!! VOL.1                                                                           | 天海春香（中村繪里子）、菊地真（平田宏美）、高槻やよい（仁後真耶子）、我那覇響（沼倉愛美）、日高愛（戸松遥）                                                                     | 「THE 愛」 | 『THE IDOLM@STER』関連曲 |
| 5月26日  | 東京鬼祓師 鴉乃杜學園奇譚 樂想                                                                                    | 武藤いちる（戸松遥） | 「キリフダ」 | ゲーム『東京鬼祓師 鴉乃杜學園奇譚』オープニングテーマ                                                                                           |
| 5月26日  | 東京鬼祓師 鴉乃杜學園奇譚 樂想                                                                                    | 武藤いちる（戸松遥） | 「誘の訴」 | ゲーム『東京鬼祓師 鴉乃杜學園奇譚』エンディングテーマ                                                                                           |
| 5月26日  | PSP『マリッジロワイヤル』キャラクターソングアルバム                                                               | 美宇（桑谷夏子）、美久（戸松遥） | 「TWINS YELL」 | ゲーム『マリッジロワイヤル プリズムストーリー』関連曲                                                                                           |
| 6月16日  | にゃんこい！6巻 BD・DVD初回限定版 特典CD キャラクターソングシリーズ Cat.5:桐島琴音・朱莉                          | 桐島琴音・朱莉（戸松遥） | 「わがままKitty」 | テレビアニメ『にゃんこい!』関連曲 |
| 6月23日  | THE IDOLM@STER BEST OF 765+876=!! VOL.3                                                                           | IM@S ALLSTARS1641 | THE IDOLM@STER (GAME VERSION) | 『THE IDOLM@STER』関連曲 |
| 7月3日   | THE IDOLM@STER BEST OF 765+876=!! THE iDREAMLOST                                                                  | 日高愛（戸松遥） | 「THE 愛」 | 『THE IDOLM@STER』関連曲 |
| 7月28日  | ☆Seventh★Heaven☆/…Out of control…                                                                                 | ザ・チルドレン | 「☆Seventh★Heaven☆」 | OVA『絶対可憐チルドレン』主題歌 |
| 8月11日  | みっつ数えて大集合!                                                                                               | 丸井みつば（高垣彩陽）、丸井ふたば（明坂聡美）、丸井ひとは（戸松遥） | 「みっつ数えて大集合！」 | テレビアニメ『みつどもえ』オープニングテーマ |
| 8月11日  | みっつ数えて大集合!                                                                                               | 丸井みつば（高垣彩陽）、丸井ふたば（明坂聡美）、丸井ひとは（戸松遥） | 「つよいするどいしょうがくせい」 | テレビアニメ『みつどもえ』関連曲 |
| 8月11日  | 想い出がジャマをする                                                                                              | 金武城真奈美（戸松遥） | 「想い出がジャマをする」 | テレビアニメ『あそびにいくヨ!』エンディングテーマ                                                                                               |
| 8月11日  | 想い出がジャマをする                                                                                              | 金武城真奈美（戸松遥） | 「君にOver Drive」 | テレビアニメ『あそびにいくヨ!』関連曲 |
| 8月25日  | TVアニメ『みつどもえキャラクターソング3 ひとは                                                                    | 丸井ひとは（戸松遥） | 「これでいいのか？〜はちゃめちゃライフ〜」 「ベストフレンド〜いちばん小さなお友達〜」                                                          | テレビアニメ『みつどもえ』関連曲 |
| 9月8日   | TVアニメ『あそびにいくヨ！』ドラマ+キャラソンCD 〜きもめだししました〜                                            | エリス（伊藤かな恵）、真奈美（戸松遥）、アオイ（花澤香菜） | 「スマイル☆ピース」 | テレビアニメ『あそびにいくヨ!』関連曲 |
| 9月22日  | まさか三卵性!? | 丸井みつば（高垣彩陽）、丸井ふたば（明坂聡美）、丸井ひとは（戸松遥） | 「まさか三卵性!?」 | Webラジオ『みつどもえラジオ「3ちゃんねる」』オープニングテーマ                                                                                  |
| 10月27日 | みつどもえ キャラクターソング Vol.5 松岡咲子                                                                      | 松岡咲子（葉山いくみ）、丸井ひとは（戸松遥） | 「同級生は霊媒師!!（いや、違うから…）」 | テレビアニメ『みつどもえ』関連曲 |
| 11月24日 | もっとTo LOVEる -とらぶる- キャラクターCD1 ララ&春菜                                                              | ララ・サタリン・デビルーク（戸松遥） | 「メロ・メロマンちっく」 | テレビアニメ『もっとTo LOVEる -とらぶる-』関連曲                                                                                                |
| 2011年   | | | | |
| 1月26日  | STAR DRIVER 輝きのタクト Blu-ray&DVD 第1巻                                                                        | 気多の巫女（戸松遥） | 「モノクローム」 「モノクローム 〜 version de l'apprivoiser」                                                                                  | テレビアニメ『STAR DRIVER 輝きのタクト』挿入歌                                                                                                  |
| 1月26日  | わが名は小学生 | 丸井みつば（高垣彩陽）、丸井ふたば（明坂聡美）、丸井ひとは（戸松遥） | 「わが名は小学生」 | テレビアニメ『みつどもえ 増量中!』オープニングテーマ                                                                                            |
| 4月6日   | みつどもべすと | 丸井みつば（高垣彩陽）、丸井ふたば（明坂聡美）、丸井ひとは（戸松遥） | 「もうすぐ中学生」 | テレビアニメ『みつどもえ』関連曲 |
| 4月27日  | secret base 〜君がくれたもの〜                                                                                    | 本間芽衣子（茅野愛衣）、安城鳴子（戸松遥）、鶴見知利子（早見沙織） | 「secret base 〜君がくれたもの〜（10 years after Ver.）」                                                                                      | テレビアニメ『あの日見た花の名前を僕達はまだ知らない。』エンディングテーマ                                                                      |
| 4月27日  | secret base 〜君がくれたもの〜                                                                                    | 本間芽衣子（茅野愛衣）、安城鳴子（戸松遥）、鶴見知利子（早見沙織） | 「secret base 〜君がくれたもの〜（Memento mori Ver.）」                                                                                        | テレビアニメ『あの日見た花の名前を僕達はまだ知らない。』関連曲                                                                                  |
| 5月25日  | STAR DRIVER 輝きのタクト Blu-ray&DVD 第5巻                                                                        | 四方の巫女 | 「Cross Over」 | テレビアニメ『STAR DRIVER 輝きのタクト』関連曲                                                                                                  |
| 7月6日   | TVアニメ『そふてにっ』キャラソン/ドラマミニアルバム「がっしゅく？」                                               | うづき&やよい（戸松遥） | 「絶対解放そふてにソウルッ！」 | TVアニメ『そふてにっ』関連曲 |
| 7月20日  | 神サマといっしょ                                                                                                  | 繭（戸松遥）、柚子（堀江由衣） | 「神サマといっしょ」 | テレビアニメ『猫神やおよろず』オープニングテーマ                                                                                                |
| 7月20日  | 神サマといっしょ                                                                                                  | 繭（戸松遥）、柚子（堀江由衣） | 「虹 〜Ver.8000000〜」 | テレビアニメ『猫神やおよろず』関連曲 |
| 8月24日  | TVアニメ『猫神やおよろず』キャラクターソング vol.3                                                                | 繭（戸松遥） | 「極楽浄土へいらっしゃい」 | テレビアニメ『猫神やおよろず』関連曲 |
| 10月5日  | THE IDOLM@STER ANIM@TION MASTER 03                                                                                | 765+876PRO ALLSTARS | 「GO MY WAY!!」 | 『THE IDOLM@STER』関連曲 |
| 11月23日 | TVアニメ『花咲くいろは』キャラクターソング 和倉結名                                                               | 和倉結名（戸松遥） | 「heartfelt」 「fluffy」 | テレビアニメ『花咲くいろは』関連曲 |
| 2012年   | | | | |
| 1月25日  | イナズマイレブンGO キャラクターソング オリジナルアルバム                                                          | 松風天馬（寺崎裕香）、西園信助（戸松遥）、狩屋マサキ（泰勇気）、影山輝（藤村歩）、空野葵（北原沙弥香）                                                                           | 「雷門中学校 校歌」 | テレビアニメ『イナズマイレブンGO』関連曲 |
| 8月9日   | 『夜桜四重奏 〜ヨザクラカルテット〜』12巻 限定版付属CD「桜新町シンフォニア 〜kid,TABUCHI&FRIENDS like quartet〜」 | 岸桃華（戸松遥） | 「let me say!!」 | テレビアニメ『夜桜四重奏 〜ヨザクラカルテット〜』関連曲                                                                                         |
| 9月26日  | 「夏色キセキ」第3巻 Blu-ray&DVD 完全生産限定版 特典CD                                                             | 花木優香（戸松遥）、環凛子（豊崎愛生） | 「初想いDay」 | テレビアニメ『夏色キセキ』挿入歌 |
| 10月24日 | 「夏色キセキ」第4巻 完全生産限定版Blu-ray&DVD 特典CD                                                              | 逢沢夏海（寿美菜子）、水越紗季 (高垣彩陽）、花木優香（戸松遥）、環凛子（豊崎愛生）                                                                                               | 「南風ドラマチック」 | テレビアニメ『夏色キセキ』挿入歌 |
| 10月24日 | 「夏色キセキ」第4巻 完全生産限定版Blu-ray&DVD 特典CD                                                              | 花木優香（戸松遥） | 「Super Diamond Girl」 | テレビアニメ『夏色キセキ』関連曲 |
| 10月24日 | 「ソードアート・オンライン」第1巻 Blu-ray&DVD 完全生産限定版 特典CD                                               | アスナ（戸松遥） | 「My Independent Destiny」 | テレビアニメ『ソードアート・オンライン』関連曲                                                                                                  |
| 11月21日 | となりの怪物くん 第1巻 Blu-ray&DVD 完全生産限定版 特典CD                                                          | 水谷雫（戸松遥）、吉田春（鈴木達央） | 「愛が生まれた日」 | テレビアニメ『となりの怪物くん』関連曲 |
| 11月21日 | 「夏色キセキ」第5巻 Blu-ray&DVD 完全生産限定版 特典CD                                                             | 逢沢夏海（寿美菜子）、花木優香（戸松遥）、環凛子（豊崎愛生） | 「夏を越えてキミと」 | テレビアニメ『夏色キセキ』挿入歌 |
| 11月27日 | 夜桜四重奏 キャラクターソングベスト&オリジナルサウンドトラック 桜新町の鳴らし方。                                 | 岸恭助（小野大輔）、岸桃華（戸松遥） | 「超力buddy!!」 | テレビアニメ『夜桜四重奏 〜ヨザクラカルテット〜』関連曲                                                                                         |
| 11月27日 | 夜桜四重奏 キャラクターソングベスト&オリジナルサウンドトラック 桜新町の鳴らし方。                                 | 槍桜ヒメ（福圓美里）、比泉秋名（梶裕貴）、七海アオ（藤田咲）、五十音ことは（沢城みゆき）岸恭助（小野大輔）、岸桃華（戸松遥）、V・じゅり・F（大久保藍子）、V・りら・F（茅野愛衣） | 「またねとまたね」 | テレビアニメ『夜桜四重奏 〜ヨザクラカルテット〜』関連曲                                                                                         |
| 11月28日 | イナズマオールスターズ×KMCキャラクターソングアルバム「マジで感謝!」                                               | 西園信助（戸松遥）、三国太一（佐藤健輔） | 「とどけっ！友情のエール」 | テレビアニメ『イナズマイレブンGO』関連曲 |
| 12月12日 | To LOVEる -とらぶる- ダークネス キャラクターシングル/ララ・サタリン・デビルーク starring 戸松 遥                  | ララ・サタリン・デビルーク（戸松遥） | 「天真爛漫！オトメ冥利☆」 「そして君と恋をする from ララ」                                                                                     | テレビアニメ『To LOVEる -とらぶる- ダークネス』関連曲                                                                                           |
| 12月26日 | 「夏色キセキ」第6巻 Blu-ray&DVD 完全生産限定版 特典CD                                                             | 逢沢夏海（寿美菜子）、水越紗季（高垣彩陽）、花木優香（戸松遥）、環凛子（豊崎愛生）                                                                                               | 「夏休みは終わらない」 | テレビアニメ『夏色キセキ』挿入歌 |
| 12月26日 | 「マギ」キャラクターソング01                                                                                      | モルジアナ（戸松遥） | 「ファナリス」 | テレビアニメ『マギ』関連曲 |
| 2013年   | | | | |
| 2月6日   | 僕たちの城 | イナズマイレブンGOオールスターズ | 「僕たちの城」 | テレビアニメ『イナズマイレブンGO クロノ・ストーン』エンディングテーマ ゲーム『イナズマイレブンGO2 クロノ・ストーン ライメイ』エンディングテーマ |
| 2月27日  | イナズマイレブンGO クロノ・ストーン キャラクターソング オリジナルアルバム                                         | 西園信助（戸松遥）、影山輝（藤村歩） | 「ココロJUMP!!」 | テレビアニメ『イナズマイレブンGO クロノ・ストーン』関連曲                                                                                       |
| 4月24日  | となりの怪物くん 第6巻 Blu-ray&DVD 完全生産限定版 特典CD                                                          | 水谷雫（戸松遥）、吉田春（鈴木達央） | 「3年目の浮気」 | テレビアニメ『となりの怪物くん』関連曲 |
| 6月26日  | 「ソードアート・オンライン」第9巻 Blu-ray&DVD 完全生産限定版 特典CD                                               | キリト（松岡禎丞）、アスナ（戸松遥）、リーファ（竹達彩奈）、ユイ（伊藤かな恵）、シリカ（日高里菜）、リズベット（高垣彩陽）                                                       | 「Sing All Overtures」 | テレビアニメ『ソードアート・オンライン』関連曲                                                                                                  |
| 8月14日  | イナズマオールスターズ×TPKキャラクターソングアルバム「感動共有!」                                                 | 西園信助（戸松遥）、三国太一（佐藤健輔） | 「となりにいるよっ」 | テレビアニメ『イナズマイレブンGO』関連曲 |
| 10月16日 | プリティーリズム・レインボーライブ プリズム☆ソロコレクション byべる＆おとは＆わかな                               | 蓮城寺べる（戸松遥） | 「Get music!」 | テレビアニメ『プリティーリズム・レインボーライブ』挿入歌                                                                                        |
| 12月4日  | デートTIME | ミネラル★ミラクル★ミューズ | 「デートTIME」 | テレビアニメ『サムライフラメンコ』エンディングテーマ                                                                                            |
| 12月4日  | デートTIME | ミネラル★ミラクル★ミューズ | 「イヌのポリスメン」 | テレビアニメ『サムライフラメンコ』関連曲 |
| 12月18日 | プリティーリズム･レインボーライブ プリズム☆ユニットコレクション                                                   | ベルローズ | 「Rosette Nebula」 | テレビアニメ『プリティーリズム・レインボーライブ』挿入歌                                                                                        |
| 2014年   | | | | |
| 1月29日  | Won(*3*)Chu KissMe!/Kiss(and)Love                                                                                 | SAKURA*TRICK | 「Won(*3*)Chu KissMe!」 | テレビアニメ『桜Trick』オープニングテーマ |
| 1月29日  | Won(*3*)Chu KissMe!/Kiss(and)Love                                                                                 | SAKURA*TRICK | 「Kiss(and)Love」 | テレビアニメ『桜Trick』エンディングテーマ |
| 2月19日  | プリティーリズム・レインボーライブ プリズム☆デュオコレクション                                                    | 彩瀬なる（加藤英美里）、蓮城寺べる（戸松遥） | 「Little Wing&Beautiful Pride」 | テレビアニメ『プリティーリズム・レインボーライブ』挿入歌                                                                                        |
| 2月26日  | SAKURA♪SONG 01 | 高山春香（戸松遥） | 「はるいろ乙女」 | テレビアニメ『桜Trick』関連曲 |
| 3月5日   | 恋玉コレステロール                                                                                                | ミネラル★ミラクル★ミューズ | 「フライト23時」 | テレビアニメ『サムライフラメンコ』エンディングテーマ                                                                                            |
| 3月5日   | 恋玉コレステロール                                                                                                | ミネラル★ミラクル★ミューズ | 「ラヴ・リザベイション 〜あなたを先行予約〜」 「マカロンDAYS」 「涙星」                                                                        | テレビアニメ『サムライフラメンコ』関連曲 |
| 4月9日   | SAKURA♪SONG ALBUM SAKURA*SAKU - 桜*作 -                                                                           | SAKURA*TRICK | 「Kissme Please」 | テレビアニメ『桜Trick』関連曲 |
| 7月23日  | ハピネスチャージプリキュア！ ボーカルアルバム1 〜Hello!ハピネスフレンズ！〜                                       | キュアフォーチュン（戸松遥） | 「Holy Lonely Justice」 | テレビアニメ『ハピネスチャージプリキュア！』関連曲                                                                                              |
| 7月23日  | ハピネスチャージプリキュア！ ボーカルアルバム1 〜Hello!ハピネスフレンズ！〜                                       | ハピネスチャージプリキュア！ | 「幸せの合い言葉 〜Yes!ハピネスチャージ！〜」                                                                                                  | テレビアニメ『ハピネスチャージプリキュア！』関連曲                                                                                              |
| 8月27日  | ソードアート・オンライン ソングコレクション                                                                       | アスナ（戸松遥） | 「white flower garden」 | テレビアニメ『ソードアート・オンライン』関連曲                                                                                                  |
| 10月8日  | 勇気が生まれる場所                                                                                                | キュアラブリー（中島愛）、キュアプリンセス（潘めぐみ）、キュアハニー（北川里奈）、キュアフォーチュン（戸松遥）                                                                   | 「勇気が生まれる場所」 | 劇場アニメ『映画 ハピネスチャージプリキュア！ 人形の国のバレリーナ』挿入歌                                                                      |
| 11月19日 | ハピネスチャージプリキュア！ ボーカルアルバム2 〜シャイニング☆ハピネスパーティ〜                                  | 氷川いおな（戸松遥） | 「スターライト」 | テレビアニメ『ハピネスチャージプリキュア！』関連曲                                                                                              |
| 11月19日 | ハピネスチャージプリキュア！ ボーカルアルバム2 〜シャイニング☆ハピネスパーティ〜                                  | キュアプリンセス（潘めぐみ）、キュアフォーチュン（戸松遥） | 「I believe. We believe.」 | テレビアニメ『ハピネスチャージプリキュア！』関連曲                                                                                              |
| 11月19日 | ハピネスチャージプリキュア！ ボーカルアルバム2 〜シャイニング☆ハピネスパーティ〜                                  | キュアラブリー（中島愛）、キュアプリンセス（潘めぐみ）、キュアハニー（北川里奈）、キュアフォーチュン（戸松遥）                                                                   | 「イノセントハーモニー」 | テレビアニメ『ハピネスチャージプリキュア！』挿入歌                                                                                              |
| 11月26日 | 僕じゃダメですか？〜「告白実行委員会」キャラクターソング集〜                                                      | HoneyWorks feat.榎本夏樹（戸松遥） | 「告白予行練習」 「病名恋ワズライ」 | 『告白実行委員会〜恋愛シリーズ〜』関連曲 |
| 2015年   | | | | |
| 3月11日  | イマココカラ | プリキュアオールスターズ | 「イマココカラ」 | 劇場アニメ『映画 プリキュアオールスターズ 春のカーニバル♪』挿入歌                                                                               |
| 3月25日  | 魔法科高校の劣等生 横浜騒乱編1 BD・DVD特典CD                                                                      | 壬生紗耶香（戸松遥） | 「DUAL SWORD」 | テレビアニメ『魔法科高校の劣等生』関連曲 |
| 4月22日  | ガールフレンド（仮） BD・DVD第4巻特典CD                                                                           | 笹原野々花（戸松遥） | 「小さなカフェのあの席で」 | テレビアニメ『ガールフレンド（仮）』関連曲 |
| 6月24日  | ソードアート・オンラインII BD・DVD第9巻特典CD                                                                     | アスナ（戸松遥） | 「Tomorrow's Rosario」 | テレビアニメ『ソードアート・オンラインII』関連曲                                                                                                |
| 9月30日  | GATE 自衛隊 彼の地にて、斯く戦えり キャラクターソング・アルバム                                                   | ピニャ（戸松遥） | 「majestic rose」 | テレビアニメ『GATE 自衛隊 彼の地にて、斯く戦えり』関連曲                                                                                        |
| 10月28日 | パンチライン BD・DVD第4巻特典CD                                                                                   | 秩父ラブラ（戸松遥） | 「U LA LA」 | テレビアニメ『パンチライン』関連曲 |
| 11月11日 | マルサンカクカゾク                                                                                                | ララ・サタリン・デビルーク（戸松遥）、結城美柑（花澤香菜） | 「マルサンカクカゾク」 「最愛Darling!」 | テレビアニメ『To LOVEる -とらぶる- ダークネス 2nd』関連曲                                                                                       |
| 12月29日 | やはりこのキャラソンはまちがっている。続                                                                          | 折本かおり（戸松遥） | 「Let’s go! All day long!」 | テレビアニメ『やはり俺の青春ラブコメはまちがっている。続』関連曲                                                                                |
| 2016年   | | | | |
| 2月24日  | GATE 自衛隊 彼の地にて、斯く戦えり キャラクターソング・アルバム vol.2                                             | ピニャ（戸松遥）、ハミルトン（葉山いくみ）、ボーゼス（内山夕実）、パナシュ（澁谷梓希）                                                                                           | 「誓いの薔薇」 | テレビアニメ『GATE 自衛隊 彼の地にて、斯く戦えり』関連曲                                                                                        |
| 9月28日  | ReLIFEキャラクターソングVOL.3                                                                                     | 狩生玲奈（戸松遥） | 「ナミダダイヤモンド」 | テレビアニメ『ReLIFE』関連曲 |
| 11月23日 | WWW.WORKING!! BD・DVD第1巻特典CD                                                                                  | 宮越華（戸松遥）、村主さゆり（日笠陽子）、鎌倉志保（雨宮天） | 「Eyecatch! Too much!」 | テレビアニメ『WWW.WORKING!!』オープニングテーマ                                                                                                 |
| 12月21日 | ガールフレンド（仮） キャラクターソングシリーズ Vol.01                                                            | 笹原野々花（戸松遥） | 「贈りたいもの」 | ゲーム『ガールフレンド（仮）』関連曲 |
| 2017年   | | | | |
| 2月8日   | 装神少女まとい キャラクターソングミニアルバム                                                                     | クラルス・トニトルス（戸松遥） | 「Quaedam Fulmen」 | テレビアニメ『装神少女まとい』関連曲 |
| 2月8日   | 装神少女まとい キャラクターソングミニアルバム                                                                     | 皇まとい（諏訪彩花）、草薙ゆま（大空直美）、クラルス・トニトルス（戸松遥）、皇伸吾（東地宏樹）、春夏・ルシエラ（川澄綾子）、カリオテ（檜山修之）、手塚秀夫（阿部敦）             | 「ソーシン節」 | テレビアニメ『装神少女まとい』関連曲 |
| 2月22日  | 何度だって、好き。〜告白実行委員会〜                                                                              | HoneyWorks feat.瀬戸口優（神谷浩史）、榎本夏樹（戸松遥）、望月蒼太（梶裕貴）、早坂あかり（阿澄佳奈）、芹沢春輝（鈴村健一）、合田美桜（豊崎愛生）                                 | 「東京サマーセッション」 | 『告白実行委員会〜恋愛シリーズ〜』関連曲 |
| 2月22日  | 何度だって、好き。〜告白実行委員会〜                                                                              | HoneyWorks feat.榎本夏樹（戸松遥） | 「Destiny –CV arrangement-」 | 『告白実行委員会〜恋愛シリーズ〜』関連曲 |
| 3月22日  | ソードアート・オンライン ソングコレクションII                                                                     | アスナ（戸松遥）、ユウキ（悠木碧） | 「空へと宛てた手紙」 | テレビアニメ『ソードアート・オンラインII』関連曲                                                                                                |
| 4月7日   | 世界でいちばん強くなりたい 主題歌&キャラクターソング                                                              | 風間璃緒（戸松遥） | 「Brave Hunter」 | パチンコ『CR世界でいちばん強くなりたい！』関連曲                                                                                                |
| 5月24日  | WWW.WORKING!! BD・DVD第7巻特典CD                                                                                  | 東田大輔（中村悠一）、宮越華（戸松遥）、足立正広（内山昂輝）、村主さゆり（日笠陽子）、鎌倉志保（雨宮天）、進藤ユータ（小野賢章）                                                 | 「無重力フィーバー（special ver.）」 | テレビアニメ『WWW.WORKING!!』エンディングテーマ                                                                                                 |
| 9月27日  | 劇場版 ソードアート・オンライン -オーディナル・スケール- BD・DVD特典CD                                            | 結城明日奈（戸松遥）、綾野珪子（日高里菜） | 「Ubiquitous dB –special ver.-」 | 劇場アニメ『劇場版 ソードアート・オンライン -オーディナル・スケール-』関連曲                                                                    |
| 12月6日  | 東京ウインターセッション feat.瀬戸口優・榎本夏樹・望月蒼太・早坂あかり・芹沢春輝・合田美桜                        | HoneyWorks feat.瀬戸口優（神谷浩史）、榎本夏樹（戸松遥）、望月蒼太（梶裕貴）、早坂あかり（阿澄佳奈）、芹沢春輝（鈴村健一）、合田美桜（豊崎愛生）                                 | 「東京ウインターセッション」 | テレビアニメ『いつだって僕らの恋は10センチだった。』エンディングテーマ                                                                          |
| 12月22日 | つうかあ BD・DVD第1巻特典CD                                                                                       | Void Chords feat. 塩原ちゆき（ブリドカットセーラ恵美）、永井みさき（戸松遥） | 「Feel your breath」 | テレビアニメ『つうかあ』関連曲 |
| 2018年   | | | | |
| 3月28日  | ダーリン・イン・ザ・フランキス エンディング集 vol.1                                                               | XX:me | 「トリカゴ」 「真夏のセツナ」 「Beautiful World」                                                                                              | テレビアニメ『ダーリン・イン・ザ・フランキス』エンディングテーマ                                                                                |
| 3月28日  | ダーリン・イン・ザ・フランキス エンディング集 vol.1                                                               | ゼロツー（戸松遥） | 「Beautiful World（TV Size ver）」 | テレビアニメ『ダーリン・イン・ザ・フランキス』関連曲                                                                                            |
| 6月27日  | ダーリン・イン・ザ・フランキス エンディング集 vol.2                                                               | XX:me［ゼロツー（戸松遥）］ | 「ひとり」 | テレビアニメ『ダーリン・イン・ザ・フランキス』エンディングテーマ                                                                                |
| 6月27日  | ダーリン・イン・ザ・フランキス エンディング集 vol.2                                                               | XX:me | 「escape」 「ダーリン」 | テレビアニメ『ダーリン・イン・ザ・フランキス』エンディングテーマ                                                                                |
| 2019年   | | | | |
| 2月27日  | ソードアート・オンライン アリシゼーション BD・DVD第2巻特典CD                                                      | 結城明日奈（戸松遥）、神代凛子（小林沙苗） | 「Holding the shadows」 | テレビアニメ『ソードアート・オンライン アリシゼーション』関連曲                                                                                 |
| 7月24日  | 輪！Moon!dass!cry!/青春のリバーブ                                                                                 | 田中望（赤﨑千夏）、菊池茜（戸松遥）、鷺宮しおり（豊崎愛生） | 「輪！Moon!dass!cry!」 | テレビアニメ『女子高生の無駄づかい』オープニングテーマ                                                                                          |
| 7月24日  | 輪！Moon!dass!cry!/青春のリバーブ                                                                                 | 田中望（赤﨑千夏）、菊池茜（戸松遥）、鷺宮しおり（豊崎愛生） | 「青春のリバーブ」 | テレビアニメ『女子高生の無駄づかい』エンディングテーマ                                                                                          |
| 8月13日  | True Days | 藍川レン（戸松遥） | 「True Days」 | Webアニメ『みるタイツ』エンディングテーマ |
| 8月13日  | True Days | 藍川レン（戸松遥）、中紅ユア（日笠陽子）、萌黄ホミ（洲崎綾） | 「True Days」 | Webアニメ『みるタイツ』エンディングテーマ |
| 9月18日  | Memories 〜あの花&ここさけ SONG COLLECTION〜                                                                      | 本間芽衣子（茅野愛衣）、安城鳴子（戸松遥）、鶴見知利子（早見沙織） | 「H・A・N・A・B・I 〜君がいた夏〜」 | パチンコ『Pあの日見た花の名前を僕達はまだ知らない。』関連曲                                                                                     |
| 12月25日 | 俺を好きなのはお前だけかよ BD・DVD第1巻特典CD                                                                     | パンジー（戸松遥）、ひまわり（白石晴香）、コスモス（三澤紗千香） | 「ハナコトバ」 | テレビアニメ『俺を好きなのはお前だけかよ』エンディングテーマ                                                                                    |
| 2020年   | | | | |
| 1月15日  | 好きすぎてやばい。〜告白実行委員会キャラクターソング集〜                                                          | HoneyWorks feat. 瀬戸口優（神谷浩史）、榎本夏樹（戸松遥）、望月蒼太（梶裕貴）、早坂あかり（阿澄佳奈）、芹沢春輝（鈴村健一）、合田美桜（豊崎愛生）                                | 「東京オータムセッション」 | 『告白実行委員会〜恋愛シリーズ〜』関連曲 |
| 5月10日  | Shock out, Dance!!                                                                                                | LizNoir | 「Shock out, Dance!!」 | 『IDOLY PRIDE』関連曲 |
| 9月2日   | 俺を好きなのはお前だけかよ〜俺たちのゲームセット〜 BD・DVD特典CD                                                  | パンジー（戸松遥） | 「ジキルなハイド」 | OVA『俺を好きなのはお前だけかよ〜俺たちのゲームセット〜』関連曲                                                                                 |
| 9月9日   | ソードアート・オンライン アリシゼーション War of Underworld BD・DVD第5巻特典CD                                    | アスナ（戸松遥）、リーファ（竹達彩奈）、シノン（沢城みゆき） | 「Lightning the lives」 | テレビアニメ『ソードアート・オンライン アリシゼーション War of Underworld』関連曲                                                               |
| 10月14日 | ソードアート・オンライン アリシゼーション War of Underworld BD・DVD第6巻特典CD                                    | キリト（松岡禎丞）、アスナ（戸松遥）、リーファ（竹達彩奈）、シノン（沢城みゆき）、ユージオ（島﨑信長）                                                                           | 「Recovering the couragey」 | テレビアニメ『ソードアート・オンライン アリシゼーション War of Underworld』関連曲                                                               |
| 11月11日 | ソードアート・オンライン アリシゼーション War of Underworld BD・DVD第7巻特典CD                                    | キリト（松岡禎丞）、アスナ（戸松遥） | 「Defeating the greed」 | テレビアニメ『ソードアート・オンライン アリシゼーション War of Underworld』関連曲                                                               |
| 11月27日 | やはりこのキャラソンはまちがっている。完                                                                          | 玉縄（日野聡）、折本かおり（戸松遥） | 「ウィンウィンシナジー」 | テレビアニメ『やはり俺の青春ラブコメはまちがっている。完』関連曲                                                                                |
| 12月8日  | ソードアート・オンライン アリシゼーション War of Underworld BD・DVD第8巻特典CD                                    | キリト（松岡禎丞）、アスナ（戸松遥）、リーファ（竹達彩奈）、シノン（沢城みゆき）、アリス（茅野愛衣）、ユージオ（島﨑信長）                                                       | 「Shining in the worlds」 | テレビアニメ『ソードアート・オンライン アリシゼーション War of Underworld』関連曲                                                               |
| 2021年   | | | | |
| 2月17日  | The Last Chance                                                                                                   | LizNoir | 「The Last Chance」 | 『IDOLY PRIDE』関連曲 |
| 3月17日  | 約束 | 堀京子（戸松遥） | 「約束」 | テレビアニメ『ホリミヤ』関連曲 |
| 3月24日  | ホリミヤ BD・DVD第2巻特典CD                                                                                       | 堀京子（戸松遥） | 「アオイハル」 | テレビアニメ『ホリミヤ』関連曲 |
| 10月27日 | IDOLY PRIDE Collection Album [奇跡]                                                                               | LizNoir | 「The Last Chance」 | 『IDOLY PRIDE』関連曲 |
| 12月22日 | IDOLY PRIDE Collection Album [約束]                                                                               | LizNoir | 「GIRI-GIRI borderless world」 | 『IDOLY PRIDE』関連曲 |
| 12月22日 | IDOLY PRIDE Collection Album [約束]                                                                               | LizNoir | 「GIRI-GIRI borderless world」 「セカイは夢を燃やしたがる」                                                                                    | 『IDOLY PRIDE』関連曲 |
| 12月22日 | IDOLY PRIDE Collection Album [約束]                                                                               | 神崎莉央（戸松遥）、長瀬琴乃（橘美來） | 「星の海の記憶」 | 『IDOLY PRIDE』関連曲 |
| 12月29日 | あの日見た花の名前を僕達はまだ知らない。 10years after BOX 特典CD                                                 | 本間芽衣子（茅野愛衣）、安城鳴子（戸松遥）、鶴見知利子（早見沙織） | 「secret base 〜君がくれたもの〜 10th Anniversary ver.」                                                                                       | テレビアニメ『あの日見た花の名前を僕達はまだ知らない。』関連曲                                                                                  |
| 2022年   | | | | |
| 6月29日  | それを人は“青春”と呼んだ                                                                                          | 長瀬琴乃（橘美來）、川咲さくら（菅野真衣）、天動瑠依（雨宮天）、神崎莉央（戸松遥）                                                                                               | 「それを人は“青春”と呼んだ」 | 『IDOLY PRIDE』関連曲 |
| 6月29日  | それを人は“青春”と呼んだ                                                                                          | LizNoir | 「Darkness sympathizer」 | 『IDOLY PRIDE』関連曲 |
| 7月8日   | 劇場版 ソードアート・オンライン -プログレッシブ- 星なき夜のアリア BD / DVD 完全生産限定版特典CD                   | アスナ（戸松遥）、ミト（水瀬いのり） | 「RECROSSING WAYS」 | 劇場アニメ『劇場版 ソードアート・オンライン -プログレッシブ- 星なき夜のアリア』関連曲                                                           |
| 2023年   | | | | |
| 2月1日   | IDOLY PRIDE Collection Album [未来]                                                                               | LizNoir | 「最高優美ロンリネス」 「Blue sky summer」 | 『IDOLY PRIDE』関連曲 |
| 3月15日  | ねぇ、好きって痛いよ。 〜告白実行委員会キャラクターソング集〜                                                     | HoneyWorks feat. 榎本夏樹（戸松遥）、早坂あかり（阿澄佳奈）、合田美桜（豊崎愛生）                                                                                                | 「ロマンチックウェディング」 | 『告白実行委員会〜恋愛シリーズ〜』関連曲 |
| 3月15日  | ねぇ、好きって痛いよ。 〜告白実行委員会キャラクターソング集〜                                                     | HoneyWorks feat. 瀬戸口優（神谷浩史）、榎本夏樹（戸松遥）、望月蒼太（梶裕貴）、早坂あかり（阿澄佳奈）、芹沢春輝（鈴村健一）、合田美桜（豊崎愛生）                                | 「東京スプリングセッション」 | 『告白実行委員会〜恋愛シリーズ〜』関連曲 |
| 11月22日 | あやかしトライアングル 3 Blu-ray&DVD完全生産限定版 特典CD                                                         | 鳥羽弥生（戸松遥） | 「ラ・ヴィハピ厨」 | テレビアニメ『あやかしトライアングル』関連曲 |
| 2024年   | | | | |
| 3月20日  | IDOLY PRIDE Collection Album [chronicle]                                                                          | LizNoir | 「星のように夜を照らせ（LizNoir ver.）」 | 『IDOLY PRIDE』関連曲 |
| 3月20日  | IDOLY PRIDE Collection Album [chronicle]                                                                          | 長瀬琴乃（橘美來）、川咲さくら（菅野真衣）、天動瑠依（雨宮天）、神崎莉央（戸松遥）、fran（Lynn）                                                                                 | 「友達だよ、いつの日も」 | 『IDOLY PRIDE』関連曲 |
| 3月20日  | 星のように夜を照らせ                                                                                              | LizNoir、初音ミク | 「星のように夜を照らせ」 | 『IDOLY PRIDE』関連曲 |
| 10月16日 | TVアニメ『響け！ユーフォニアム3』キャラクターソングシングル Vol.2                                                 | 黒江真由（戸松遥）、釜屋つばめ（大橋彩香） | 「重ねたい音に寄り添って」 | テレビアニメ『響け!ユーフォニアム3』関連曲 |
| 2025年   | | | | |
| 3月19日  | IDOLY PRIDE Collection Album [Resonance]                                                                          | LizNoir | 「情熱だけで生きてみろ」 「Shiny Mystery Tour」                                                                                                | 『IDOLY PRIDE』関連曲 |
| 7月9日   | ありがとう to You                                                                                                 | 星見オールスターズ | 「ありがとう to You」 | 『IDOLY PRIDE』関連曲 |

### その他参加作品
| 発売日        | 商品名                               | 歌            | 楽曲                                           | 備考                                             |
| ------------- | ------------------------------------ | ------------- | ---------------------------------------------- | ------------------------------------------------ |
| 2018年5月23日 | It's Show Time!!                     | 福原遥×戸松遥 | 「It's Show Time!!」                           | テレビドラマ『声ガール！』主題歌                 |
| 2018年5月23日 | It's Show Time!!                     | 福原遥×戸松遥 | 「Try」                                        | テレビドラマ『声ガール！』関連曲                 |
| 2019年5月27日 | 八十亀ちゃんかんさつにっきコミックCD | 戸松遥        | 「DELUXE DELUXE HAPPY」                        | テレビアニメ『八十亀ちゃんかんさつにっき』主題歌 |
| 2022年1月26日 | シャッフル -Precious 4 Stars-        | 戸松遥        | 「光のフィルメント」 「Startline」 「Uh-LaLa」 |                                                  |
| 2023年12月6日 | SID Tribute Album -Anime Songs-      | 戸松遥        | 「ANNIVERSARY」                                |                                                  |

## ライブ

### 合同ライブ
| 出演日              | タイトル                                                  | 会場                                   |
| ------------------- | --------------------------------------------------------- | -------------------------------------- |
| 2009年10月23日      | TOKYO ASIA MUSIC MARKET アニメソングライブ                | 品川ステラボール（東京都）             |
| 2010年12月19日      | リスアニ! LIVE 2010 DAY STAGE                             | 東京国際フォーラム ホールA（東京都）   |
| 2015年2月1日        | ソードアート・オンライン Sing All Overtures               | パシフィコ横浜（神奈川県）             |
| 2015年5月21日       | WCS SPECIAL FES 2015                                      | Zepp DiverCity（東京都）               |
| 2016年3月5日、6日   | LAWSON presents Sphere Fes. 2016 Orange Stage             | 国立代々木競技場 第一体育館（東京都）  |
| 2016年8月28日       | Animelo Summer Live 2016 刻-TOKI-                         | さいたまスーパーアリーナ（埼玉県）     |
| 2016年12月4日       | リスアニ!LIVE TAIWAN SUNDAY STAGE                         | 台北國際會議中心（台湾・台北市）       |
| 2017年5月27日、28日 | MUSIC THEATER 2017                                        | さいたまスーパーアリーナ（埼玉県）     |
| 2017年10月22日      | LAWSON premium event ミュージックレインフェスティバル2017 | 幕張メッセ イベントホール（千葉県）    |
| 2022年8月6日・7日   | LAWSON premium event ミュージックレインフェスティバル2022 | 武蔵野の森総合スポーツプラザ（東京都） |

## 書籍
- 戸松遥 はるかの大冒険（2010年10月16日、主婦の友社、ISBN 978-4-07-275524-2）
- 戸松遥 ハルカモード: 2009-2012（2012年12月25日、学研パブリッシング、ISBN 978-4-05-405536-0）
- 戸松遥 ハルカモードSS（2018年2月1日、学研パブリッシング、ISBN 978-4-05-406604-5）
- 戸松遥 ハルカモードAW（2018年2月1日、学研パブリッシング、ISBN 978-4-05-406605-2）

### 写真集
1. HARUKAs（2009年10月9日、主婦の友社、ISBN 978-4-07-268180-0）
2. High Touch!（2010年2月25日、学研パブリッシング、撮影：諸永恒夫、ISBN 978-4-05-404381-7）
3. Rainbow Vacation!!（2011年10月18日、学研パブリッシング、撮影：河野英喜、ISBN 978-4-05-405051-8）
4. I may Me（2015年6月18日、学研パブリッシング、撮影：河野英喜、ISBN 978-4-05-406289-4)

### 雑誌連載
- ハルカモード（『声優アニメディア』時期不明 - ）